# Newag Impuls
Newag Impuls – rodzina polskich normalnotorowych elektrycznych, spalinowych i hybrydowych zespołów trakcyjnych produkowana od 2012 roku przez przedsiębiorstwo Newag z Nowego Sącza. Są to normalnotorowe zespoły trakcyjne z obniżoną podłogą, przeznaczone do obsługi przewozów pasażerskich. Wytwarzane w kilku wersjach, różnią się liczbą członów i przeznaczeniem. Wyprodukowano składy 2-członowe (typ 37WE), 3-członowe (36WE i 58WE), 4-członowe (31WE), 5-członowe (45WE) i 6-członowe (35WE). Do końca 2023 zamówiono ponad 300 Impulsów.
W nocy z 18 na 19 lutego 2013 podczas testów na Centralnej Magistrali Kolejowej 31WE ustanowił rekord prędkości pojazdu całkowicie polskiej konstrukcji wynoszący 211,6 km/h. W nocy z 28 na 29 sierpnia 2015 rekord ten został poprawiony przez 45WE i wynosi 225,2 km/h.

## Historia

### Geneza

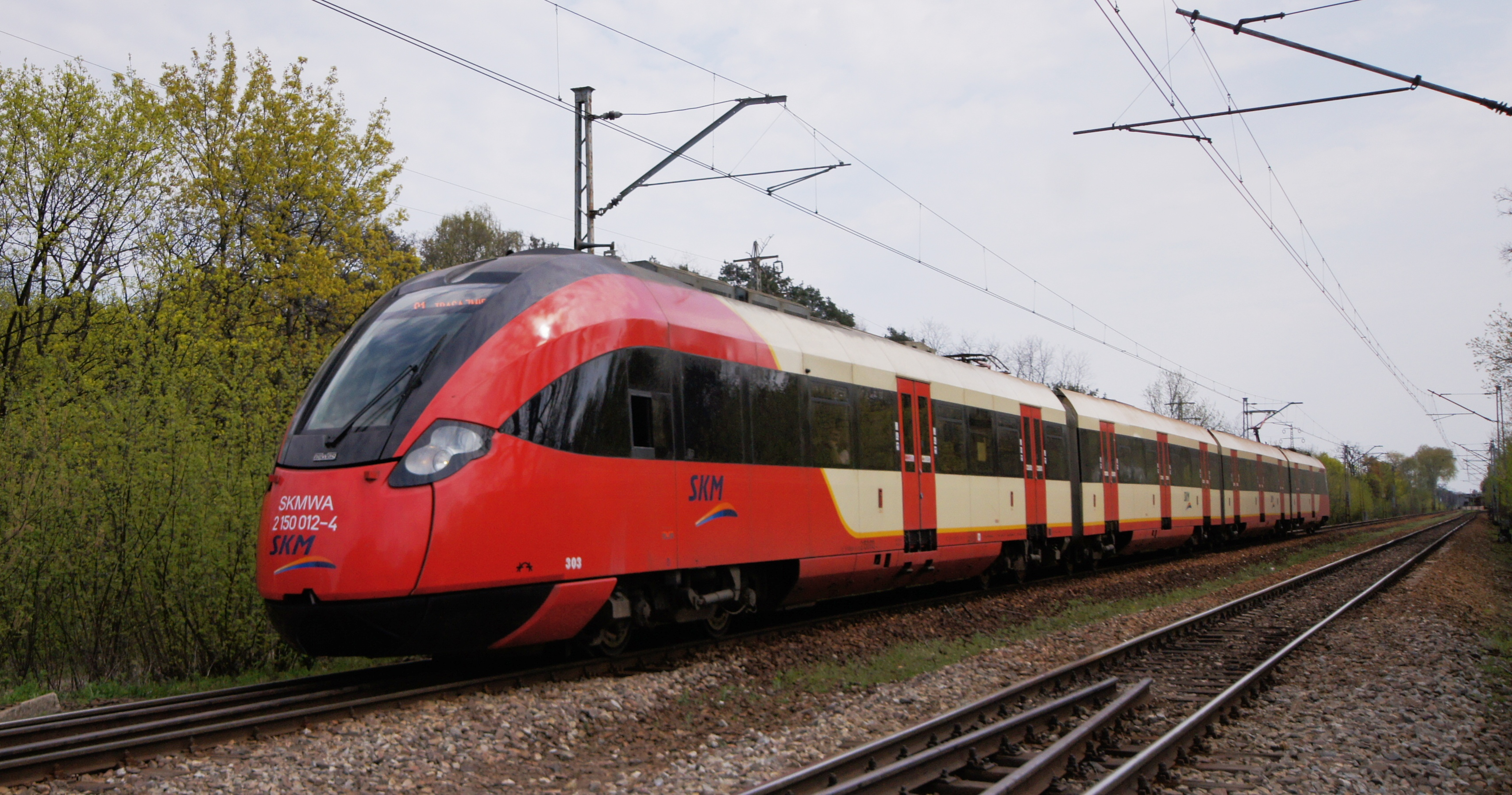
EZT typu 19WE

Po II wojnie światowej w Polsce elektryczne zespoły trakcyjne (EZT) produkowane były aż do 1997 roku tylko przez Pafawag z Wrocławia. Był on producentem m.in. najpopularniejszego w Polsce EZT serii EN57. Zakład po prywatyzacji w latach 90. zaprzestał produkcji tego typu pojazdów, a ostatnim wyprodukowanym zespołem był ED73 z 1997 roku. Polskie Koleje Państwowe zakończyły wówczas zamówienia na nowy tabor, w tym na EZT.
Od końca lat 80. PKP, a od początku XXI w. również samorządy, kupowały głównie wagony spalinowe i spalinowe zespoły trakcyjne, gdyż w obsłudze linii niezelektryfikowanych dominowały paliwożerne lokomotywy. Pozwoliło to polskim producentom oraz przewoźnikom na zebranie doświadczenia w produkcji i eksploatacji lekkiego taboru. Dodatkowo modernizowano posiadane przez polskich przewoźników zespoły trakcyjne serii EN57.
W 2004 roku ówczesne Zakłady Naprawcze Taboru Kolejowego z Nowego Sącza we współpracy z przedsiębiorstwem Energocontrol z Krakowa zaprojektowały pierwszy EZT własnej konstrukcji – 14WE. Rok później zakłady te, już jako Newag, rozpoczęły jego produkcję, do której wykorzystano wybrane części ze skasowanych jednostek serii EN57. W 2007 roku we współpracy z tym samym przedsiębiorstwem zaprojektowano już całkowicie nowy skład – wysokopodłogowy 19WE.
W przetargach na dostawy EZT organizowanych od I dekady XXI w. zaczął pojawiać się wymóg niskopodłogowości, co uniemożliwiało Newagowi zaoferowanie w nich pojazdu 19WE/20WE. Polscy producenci w celu konkurowania z przedsiębiorstwami zagranicznymi, postanowili opracować krajowe konstrukcje spełniające nowe wymogi. Pierwszym takim pojazdem był EZT z rodziny Elf wyprodukowany w zakładach Pesa z Bydgoszczy, po czym Newag również przystąpił do zaprojektowania pierwszych niskopodłogowych elektrycznych zespołów trakcyjnych.

### Produkcja i testy

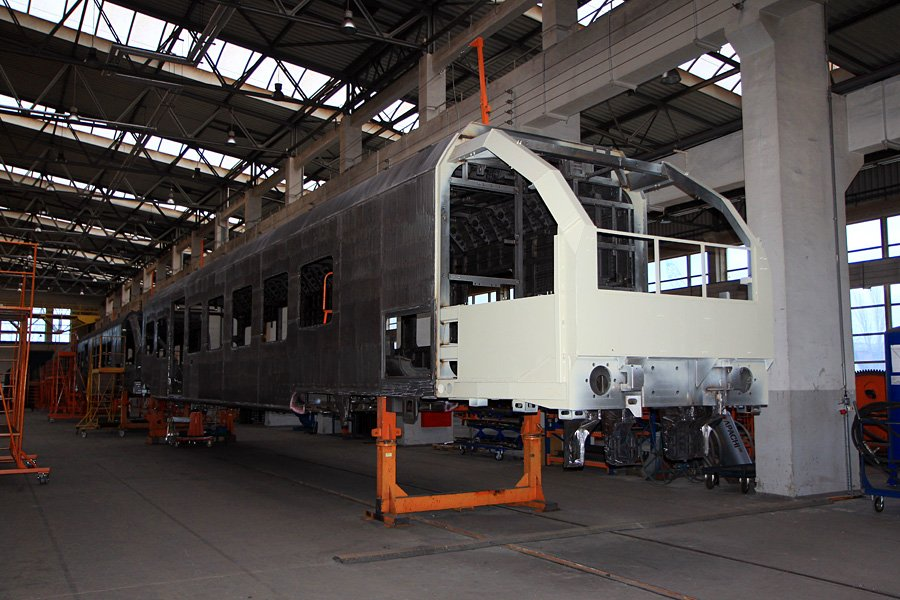
Pudło członu silnikowego

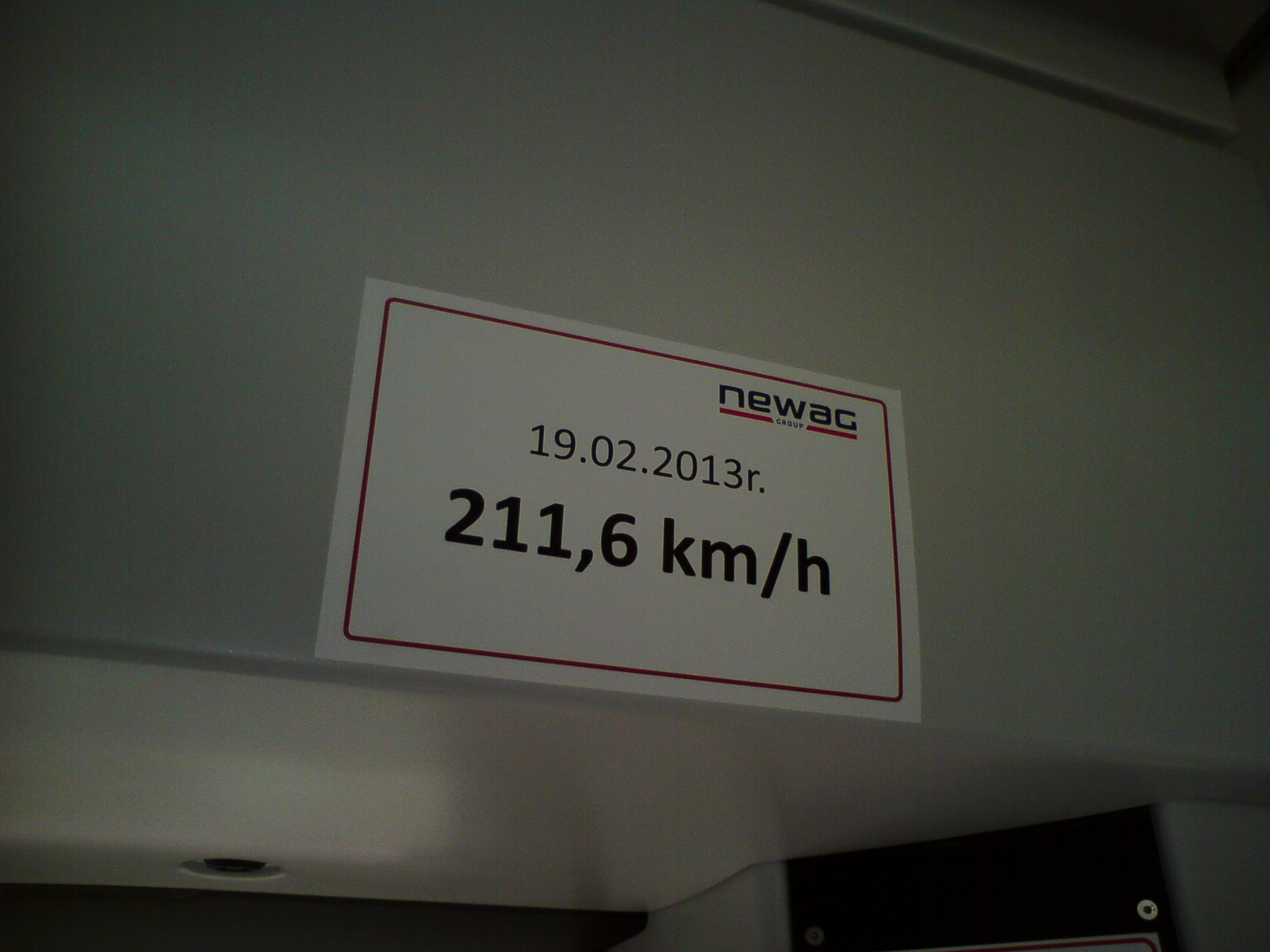
Tablica upamiętniająca rekord prędkości

18 kwietnia 2011 zawarto z Szybką Koleją Miejską w Warszawie pierwszą umowę na dostawę Impulsów. Wcześniej, bo w styczniu tego roku, krakowskie biuro EC Engineering przygotowało koncepcję tego składu, któremu nadano typ 35WE. Budowa pierwszej sztuki rozpoczęła się na początku listopada. 20 marca 2012 rozpoczął się konkurs na nazwę. 1 kwietnia 2012 pierwszy skład 35WE pojechał na testy na torze doświadczalnym Instytutu Kolejnictwa w Węglewie koło Żmigrodu. 24 kwietnia 2012 w wyniku konkursu pociągi nazwano Impuls.
17 października 2011 podpisano pierwszą umowę na dostawę czteroczłonowej wersji Impulsa. Niedługo potem, jeszcze w 2011 roku, również w EC Engineering, rozpoczęto prace nad projektem tego pojazdu, w którym miała zostać zastosowana część rozwiązań z sześcioczłonowej wersji 35WE. Montaż pierwszego egzemplarza 31WE zakończono w grudniu 2012, 5 stycznia 2013 pojazd rozpoczął testy na torze doświadczalnym Instytutu Kolejnictwa. 15 stycznia 2013 pojazd został przetransportowany do Warszawy na dalsze testy. W nocy z 18 na 19 lutego 2013 podczas testów na Centralnej Magistrali Kolejowej 31WE osiągnął prędkość 201,4 km/h, zaś podczas ostatniej próby 211,6 km/h ustanawiając rekord Polski dla pojazdów zaprojektowanych i wyprodukowanych wyłącznie w Polsce.
Na początku sierpnia 2013 pojazd 31WE-006 o specyfikacji zgodnej z zamówieniem Zachodniej Grupy Zakupowej (województwo lubuskie i zachodniopomorskie) był testowany na torze doświadczalnym IK koło Żmigrodu.
We wrześniu 2013 trójczłonowy 36WE-001 wyprodukowany dla województwa podkarpackiego rozpoczął testy na torze doświadczalnym koło Żmigrodu.
28 listopada 2014 Koleje Mazowieckie zamówiły jako pierwsze wersję pięcioczłonową. Celem przyśpieszenia uzyskania homologacji pojazdu typu 45WE Newag pod koniec 2014 roku przygotował skład 45WE-001 w barwach województwa zachodniopomorskiego, a po uzyskaniu dopuszczeń jednostka została skrócona o jeden człon i przebudowana na typ 31WE. Prace projektowe nad składem 45WE, które prowadził Dział Badań i Rozwoju Newagu, zostały ukończone na początku 2015 roku.
W marcu 2015 roku konstruktorzy Newagu rozpoczęli prace nad jednostką 31WE dla PKP SKM Trójmiasto. Pojazd ten wymagał dostosowania do wyższych peronów na linii tego przewoźnika poprzez podwyższenie podłogi, co wiązało się z przeprojektowaniem wnętrza składu.
W nocy z 28 na 29 sierpnia 2015 roku zespół 45WE-010 dla Kolei Mazowieckich ustanowił na Centralnej Magistrali Kolejowej kolejny rekord prędkości osiągając wynik 225,2 km/h. Jednostki 45WE dla KM były również pierwszymi impulsami spełniającymi wszystkie wymagania Technicznych specyfikacji interoperacyjności.
Pod koniec 2015 roku, po zdobyciu zamówienia na EZT dla włoskiego przewoźnika Ferrovie del Sud Est, Dział Badań i Rozwoju Newagu przystąpił do prac projektowych nad drugą generacją składu Impuls. W kwietniu 2016 roku prace te zostały ukończone, zaś w drugiej połowie tego samego roku powstała pierwsza jednostka trzyczłonowa Impuls II o delikatnie zmienionym wyglądzie ściany czołowej oraz mająca osobne wejścia do kabiny maszynisty.
16 listopada 2016 jednostki 31WE-029 oraz 45WE-014 przeznaczone dla Małopolski otrzymały dopuszczenie do eksploatacji dla typu pojazdu kolejowego zgodnego z Technicznymi Specyfikacjami Interoperacyjności. Był to pierwszy przypadek kiedy jednostki Impuls otrzymały dopuszczenie w tym trybie. W nocy z 22 na 23 listopada natomiast skład 31WE-029 pozytywnie zaliczył testy certyfikujące ETCS poziomu 2 przeprowadzone przez Instytut Kolejnictwa na trasie E 30, na szlaku Legnica Wschód – Miłkowice – Chojnów.
16 listopada 2018 Newag podpisał z Urzędem Marszałkowskim Województwa Lubuskiego na dostawę dwóch nowych trzyczłonowych spalinowych zespołów trakcyjnych. W ramach produkcji pierwszego pojazdu dla UMWL zdecydowano się na skonstruowanie jednostki hybrydowej, mającej możliwość zasilania zarówno prądem z sieci trakcyjnej jak i z prądnicy spalinowej. Tym samym powstał pierwszy hybrydowy zespół trakcyjny wyprodukowany przez Newag. 80% jego komponentów wyprodukowano w Polsce, natomiast silniki spalinowe i przekładnie są produkcji MAN. 28 października 2020 pojazd ten, oznaczony 36WEh, otrzymał dopuszczenie do eksploatacji z pasażerami. Przed dostawą do klienta prototypowy zestaw został pozbawiony możliwości zasilania z sieci trakcyjnej, jednakże hybrydowe zestawy zostały następnie zamówione m.in. przez województwa: zachodniopomorskie i dolnośląskie. W styczniu 2021 rozpoczęto eksploatację z pasażerami hybryd zamówionych przez województwo zachodniopomorskie.
5 lipca 2024 Newag podpisał z PKP Intercity umowę na 35 hybrydowych impulsów w wersji dalekobieżnej, będącą pierwszą umową na dalekobieżne Impulsy oraz pierwszą na Impulsy z wydzielonym członem silnikowym.
W połowie września 2024 ukończono produkcję pierwszego Impulsa w wersji dostosowanej do wysokich peronów (960 mm) posiadającego osobne wózki (a nie wózki Jakobsa jak inne Impulsy).

### Zamówienia

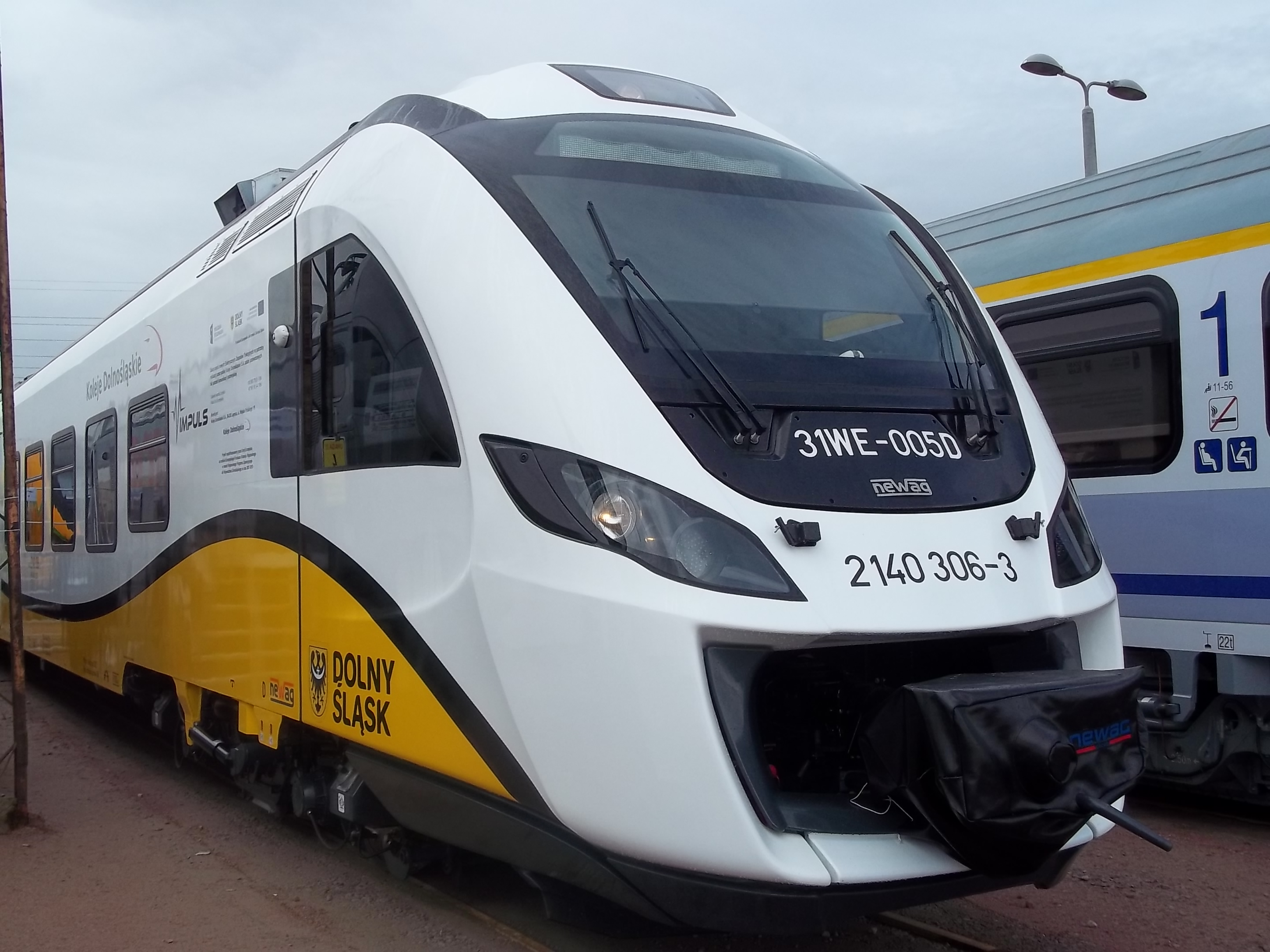
31WE na targach Trako 2013

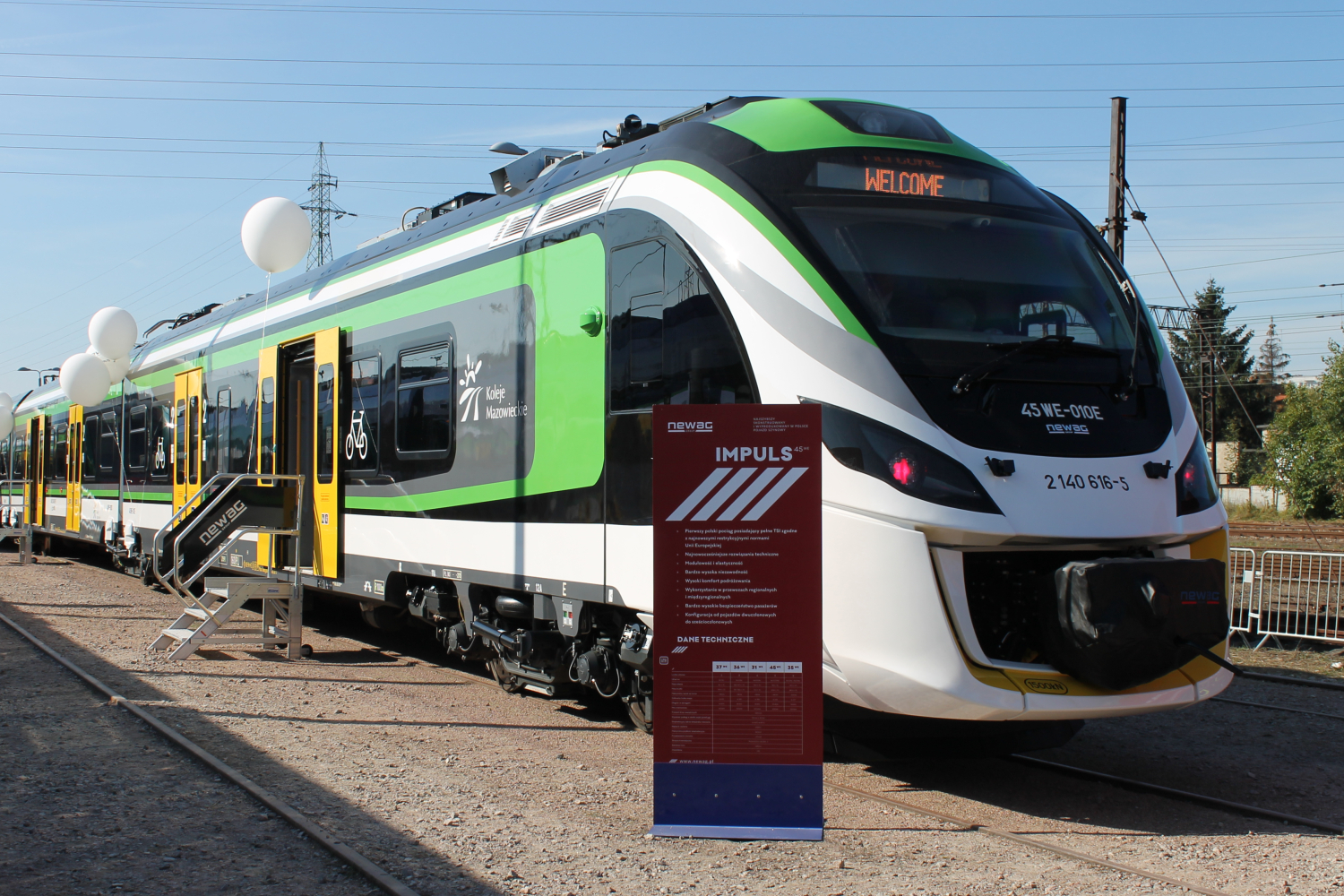
45WE na targach Trako 2015

- 18 kwietnia 2011 – podpisanie umowy na dostawę 6 EZT typu 35WE dla SKM w Warszawie[8],
- 17 października 2011 – podpisanie umowy na dostawę 5 EZT typu 31WE dla Kolei Dolnośląskich[38],
- 7 listopada 2012 – podpisanie umowy na dostawę 1 EZT typu 35WE dla UM Województwa Śląskiego[39],
- 19 grudnia 2012 – podpisanie umowy na dostawę 3 EZT typu 35WE dla SKM w Warszawie[40],
- 15 maja 2013 – podpisanie umowy na dostawę 1 EZT typu 37WE dla UM Województwa Warmińsko-Mazurskiego[41],
- 3 lipca 2013 – podpisanie umowy na dostawę 1 EZT typu 36WE dla UM Województwa Podkarpackiego[42],
- 28 sierpnia 2013 – podpisanie umowy na dostawę 19 EZT typu 36WE dla Południowej Grupy Zakupowej (województw małopolskiego, podkarpackiego, śląskiego i świętokrzyskiego)[43],
- 16 września 2013 – podpisanie umowy na dostawę 2 EZT typu 37WE dla UM Województwa Podkarpackiego[42],
- 4 listopada 2013 – podpisanie umowy na dostawę 14 EZT typu 31WE dla Zachodniej Grupy Zakupowej (województw lubuskiego i zachodniopomorskiego)[44]
- 21 maja 2014 – podpisanie umowy na dostawę 6 EZT typu 36WE dla Kolei Dolnośląskich[45],
- 28 listopada 2014 – podpisanie umowy na dostawę 12 EZT typu 45WE dla Kolei Mazowieckich[21],
- 10 marca 2015 – podpisanie umowy na dostawę 5 EZT typu 31WE dla Kolei Dolnośląskich[46],
- 23 marca 2015 – podpisanie umowy na dostawę 2 EZT typu 31WE dla PKP Szybkiej Kolej Miejskiej w Trójmieście[47][48],
- 29 października 2015 – podpisanie umowy na dostawę 5 EZT typu 36WEa dla UM Województwa Opolskiego[49][50],
- 20 listopada 2015 – podpisanie umowy na dostawę 2 EZT typu 31WE dla Zachodniej Grupy Zakupowej (województw lubuskiego i zachodniopomorskiego)[51],
- 10 grudnia 2015 – podpisanie umowy ramowej na dostawę 15 EZT  dla Ferrovie del Sud Est[52],
  - 10 grudnia 2015 – podpisanie umowy wykonawczej na dostawę 5 EZT typu 36WEb[52][53],
  - grudzień 2018 – podpisanie umowy wykonawczej na dostawę 6 EZT typu 36WEb[54],
  - 10 marca 2020 – zamówienie dodatkowych 4 EZT typu 36WEb w ramach opcji[55],
- 30 marca 2016 – podpisanie umowy na dostawę 8 EZT typu 31WE i 4 typu 45WE dla UM Województwa Małopolskiego[56],
- kwiecień lub maj 2016 – podpisanie umowy na dostawę 1 EZT typu 45WE dla UM Województwa Małopolskiego[57][58],
- 12 września 2016 – podpisanie umowy na dostawę 12 EZT 3-członowych i 5 4-członowych dla UM Województwa Zachodniopomorskiego[59],
- 9 grudnia 2016 – podpisanie umowy na dostawę 3 EZT 4-członowych Przewozów Regionalnych[60],
- 13 stycznia 2017 – podpisanie umowy na dostawę 11 EZT dla Kolei Dolnośląskich[61],
- 28 lutego 2017 – podpisanie umowy na dostawę 14 EZT 3-członowych typu 36WEd z rodziny Impuls II dla Łódzkiej Kolei Aglomeracyjnej[62][63][64],
- lipiec 2017 – województwo zachodniopomorskie zdecydowało się skorzystać z opcji z wcześniejszego zamówienia obejmującej 6 EZT 3-członowych i 4 EZT 4-członowe[65],
- listopad 2017 – województwo opolskie zdecydowało się skorzystać z opcji z wcześniejszego zamówienia obejmującej 2 EZT 36WEa[66],
- 7 marca 2018 – podpisanie umowy na dostawę 2 EZT dla UM Województwa Świętokrzyskiego[67],
- 16 lipca 2018 – podpisanie umowy na dostawę 5 EZT typu 45WE dla UM Województwa pomorskiego[68],
- 16 listopada 2018 – podpisanie umowy na dostawę 2 SZT typu 36WEhd dla UM województwa lubuskiego[31],
- 21 stycznia 2019 – podpisanie umowy na dostawę 4 EZT dla UM województwa pomorskiego (w ramach opcji z wcześniejszego zamówienia)[69],
- 31 lipca 2019 – podpisanie umowy na dostawę 8 EZT typu 36WEdb dla UM województwa podkarpackiego[70][71],
- 13 września 2019 – podpisanie umowy na dostawę 4 SZT z rodziny Impuls 2 dla Kolei Wielkopolskich[72],
- październik 2019 – podpisanie umowy na dostawę 1 EZT dla UM województwa pomorskiego (w ramach opcji z wcześniejszego zamówienia)[73],
- 9 grudnia 2019 – podpisanie umowy na dostawę 8 EZT dla UM województwa lubelskiego[74],
- 7 kwietnia 2020 – zaakceptowanie oferty na dostawę 21 EZT dla SKM w Warszawie[75],
- 26 czerwca 2020 – podpisanie umowy na dostawę 7 EZT dla UM województwa małopolskiego[76],
- 16 lipca 2020 – podpisanie umowy na dostawę 2 HZT typu 36WEh dla UM województwa zachodniopomorskiego[77]
- 24 września 2020 – podpisanie umowy na dostawę 2 EZT dla UM województwa małopolskiego (w ramach opcji z wcześniejszego zamówienia)[78],
- 13 października 2020 – podpisanie umowy na dostawę 6 HZT dla UM województwa dolnośląskiego[79],
- czerwiec 2021 – podpisanie umowy na dostawę 5 HZT typu 36WEh dla UM województwa zachodniopomorskiego (w ramach opcji z wcześniejszego zamówienia)[80],
- 23 lipca 2021 – podpisanie umowy na dostawę 3 HZT dla Łódzkiej Kolei Aglomeracyjnej[81],
- października 2021 – podpisanie umowy na dostawę 2 SZT dla Kolei Wielkopolskich (w ramach opcji z wcześniejszego zamówienia)[82],
- luty 2022 – zamówienie 5 HZT dla województwa zachodniopomorskiego[83],
- 10 maja 2022 – złożenie oświadczenie o skorzystaniu z opcji na dostawę 2 HZT przez Łódzką Kolej Aglomeracyjną[84],
- 8 lipca 2022 – podpisanie umowy na dostawę 8 EZT typu 31WE i 4 HZT typu 36WEh dla UM województwa podkarpackiego[85],
- 23 sierpnia 2022 – podpisanie umowy na dostawę 2 EZT dla UM województwa pomorskiego[86],
- grudzień 2022 – podpisanie umowy na dostawę 1 EZT dla UM województwa pomorskiego (w ramach opcji z wcześniejszego zamówienia)[87].
- 27 marca 2023 – podpisanie umowy na dostawę 28 EZT dla UM województwa pomorskiego (w ramach opcji z wcześniejszego zamówienia)[87],
- 15 maja 2023 – podpisanie umowy na dostarczenie 4 HZT dla UM województwa pomorskiego[88],
- lipiec 2023 – podpisanie umowy na dostarczenie 4 EZT dla UM województwa zachodniopomorskiego[89],
- 16 sierpnia 2023 – podpisanie umowy na dostarczenie 1 EZT dla UM województwa pomorskiego[90],
- 23 sierpnia 2023 – podpisanie umowy na dostarczenie 3 EZT dla Kolei Śląskich[91],
- 29 lutego 2024 – podpisanie umowy na dostarczenie 22 EZT dla UM województwa śląskiego[92],
- 6 marca 2024 – złożenie oświadczenie o skorzystaniu z opcji na dostawę 4 EZT dla UM województwa zachodniopomorskiego[93],
- 10 kwietnia 2024 – złożenie oświadczenie o skorzystaniu z opcji na dostawę 4 EZT dla UM województwa śląskiego[94],
- kwiecień 2024 – złożenie oświadczenie o skorzystaniu z opcji na dostawę 9 EZT dla UM województwa pomorskiego[95],
- 5 lipca 2024 – podpisanie umowy na dostarczenie 35 HZT dla PKP Intercity[36],
- 9 września 2024 – podpisanie umowy ramowej na dostarczenie 25 EZT dla Kolei Małopolskich[96],
  - 1 października 2024 – podpisanie umowy wykonawczej na dostawę 6 EZT[97],
- 26 listopada 2024 – podpisanie umowy na dostarczenie 3 EZT dla UM województwa podkarpackiego[98],
- 24 lutego 2025 – podpisanie umowy na dostawę 2 EZT dla Kolei Śląskich (w ramach opcji z wcześniejszego zamówienia)[99].

### Prezentacje promocyjne
We wrześniu 2012 roku 35WE-004 został zaprezentowany na targach InnoTrans w Berlinie, a pod koniec września 2013 roku 31WE-005 został zaprezentowany na targach Trako w Gdańsku. 3 września 2014 roku podczas Forum Ekonomicznego w Krynicy zaprezentowano: 36WE-001, 36WEa-003, 36WEa-005 i 36WEa-008, a pod koniec września na targach InnoTrans w Berlinie zaprezentowano 36WEa-011. We wrześniu 2016 roku na InnoTrans zaprezentowano jednostkę EN63A-028, a rok później podczas Trako 36WEb-002. We wrześniu 2018 roku na InnoTrans zaprezentowano jednostkę 36WEd-002. We wrześniu 2019 roku podczas targów Trako zaprezentowano prototypową jednostkę hybrydową 36WEh. Jednostka hybrydowa (EN63H-008) została zaprezentowana również w podczas InnoTrans we wrześniu 2022 roku.

## Konstrukcja

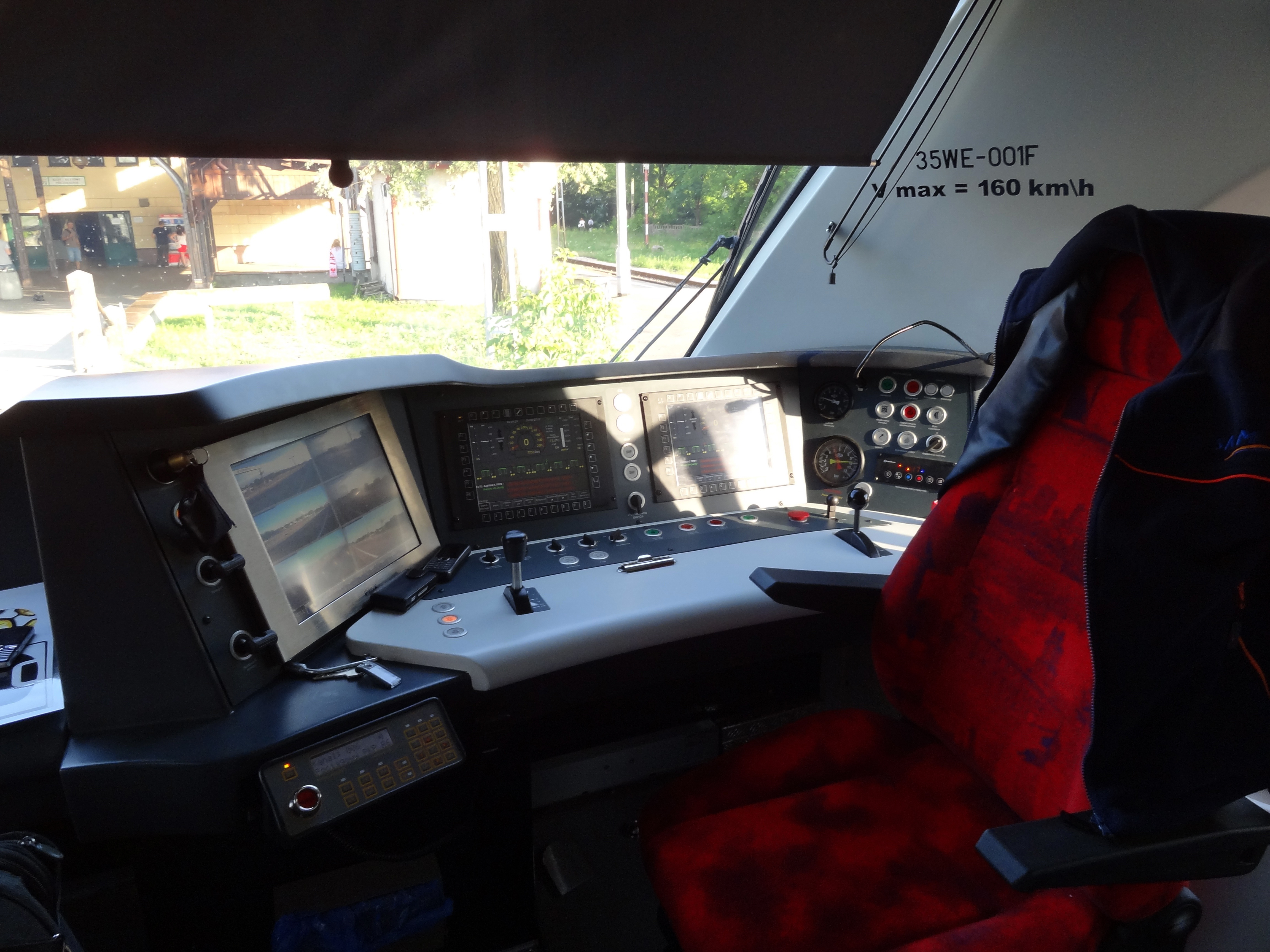
Kabina 35WE

### Charakterystyka rodziny
Impulsy to normalnotorowe elektryczne zespoły trakcyjne z obniżoną podłogą, przeznaczone do obsługi przewozów pasażerskich. Standardowo podłoga znajduje się na wysokości 760 mm ±40 mm nad PGS, choć wersja dla SKM Trójmiasto ma 960 mm nad PGS, a dla Ferrovie del Sud Est 550 mm nad PGS. Wyprodukowane zostały składy 2-członowe (typ 37WE), 3-członowe (36WE), 4-członowe (31WE), 5-członowe (45WE) i 6-członowe (35WE).

### Wnętrze

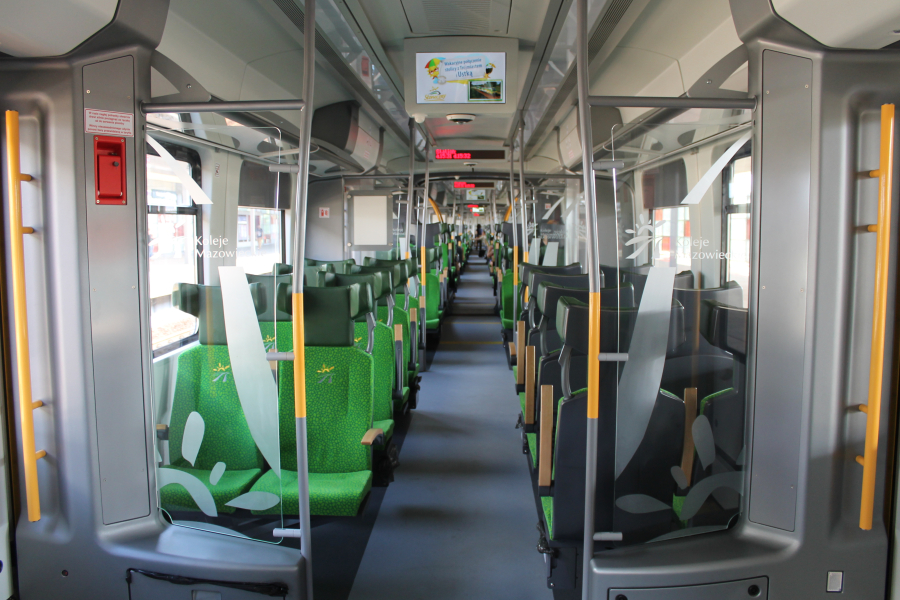
Wnętrze 45WE

Impulsy nie posiadają drzwi międzywagonowych. Szczegóły wyposażenia wnętrza są odpowiednio dostosowywane dla zamawiającego. Stosowane są różne układy siedzeń (grupami i wzdłuż okien).
W przestrzeni pasażerskiej może znajdować się toaleta w systemie zamkniętym oraz przestrzeń dla podróżnych z ograniczoną możliwością poruszania się, dużym bagażem lub rowerem, w pobliżu której, przy drzwiach mogą być rozkładane podesty dla niepełnosprawnych. Pojazdy mogą być wyposażone w punkt dostępu do internetu, gniazdka elektryczne, biletomaty, kasowniki biletowe i zamontowany w drzwiach system zliczania pasażerów. Wnętrze pojazdów może być podzielone na przedziały.
Pojazdy posiadają system informacji pasażerskiej w postaci głośników i świetlnych tablic kierunkowych, monitoring, klimatyzację i ogrzewanie z automatyczną regulacją.

### Bezpieczeństwo
31WE i 35WE są składami o zwiększonym bezpieczeństwie zderzeniowym, spełniającym 4 scenariusze według PN-15227:2008 oraz scenariusz zderzeniowy C1. Impulsy dostosowane są do montażu systemu ETCS.

### Napęd
Pojazdy napędzane są 4 lub 8 silnikami asynchronicznymi 400 do 500 kW sterowanymi falownikami w technologii IGBT, umożliwiającymi osiągnięcie prędkości do 160 km/h i przyspieszenia 1 m/s2. W wersjach 2, 3, 4 i 5 -członowej pierwszy i ostatni wózek to wózki napędowe. Pomiędzy kabinami maszynisty a częścią pasażerską znajdują się przedziały maszynowe. W wersji 6-członowej pomiędzy 3 a 4 członem znajdują się dodatkowo szafy aparaturowe, które tworzą wąski przesmyk.

### Wersje
| 31WE KD 2013 | 4 | Bo'2'2'2'Bo          | 1-2-2-1     | 181+21  | 136 t   | 74,4 m   | 4 × 500 kW                        | 160 km/h                         | Nie | klimatyzacja przestrzeni pasażerskiej · przewóz rowerów · ubikacja · gniazdka elektryczne · Internet bezprzewodowy                                 | [ 111 ] [ 118 ]                                |
| 31WE ZGZ | 4 | Bo'2'2'2'Bo          | 1-1-1-1     | 196+12  | 135 t   | 74,4 m   | 4 × 500 kW                        | 160 km/h                         | Nie | klimatyzacja przestrzeni pasażerskiej · przewóz rowerów · ubikacja · gniazdka elektryczne · Internet bezprzewodowy                                 | [ 44 ] [ 119 ] [ 120 ] [ 121 ]                 |
| 31WE SKMT | 4 | Bo'2'2'2'Bo          | 2-2-2-2     | 152+18  | 136 t   | 74,4 m   | 4 × 500 kW                        | 160 km/h                         | Nie | klimatyzacja przestrzeni pasażerskiej · przewóz rowerów · ubikacja · gniazdka elektryczne · Internet bezprzewodowy                                 | [ 47 ] [ 122 ] [ 123 ] [ 124 ] [ 125 ] [ 126 ] |
| 31WE KD 2015 | 4 | Bo'2'2'2'Bo          | 1-2-2-1     | 200-220 | ≤145 t  | 74,4 m   |                                   | 160 km/h                         | Nie | klimatyzacja przestrzeni pasażerskiej · przewóz rowerów · ubikacja · gniazdka elektryczne · Internet bezprzewodowy                                 | [ 46 ] [ 127 ] [ 128 ] [ 129 ]                 |
| 31WE małopolskie | 4 | Bo'2'2'2'Bo          | 1-2-2-1     | 184+16  | 145 t   | 74,4 m   |                                   | 160 km/h                         | Tak | klimatyzacja przestrzeni pasażerskiej · przewóz rowerów · gniazdka elektryczne · Internet bezprzewodowy · automaty biletowe                        | [ 56 ] [ 130 ] [ 131 ] [ 132 ] [ 129 ]         |
| 31WE zachodniopomorskie | 4 | Bo'2'2'2'Bo          | 1-1-1-1     | ≥200    | ≤145 t  | 74,4 m   |                                   | 160 km/h                         | Nie | klimatyzacja przestrzeni pasażerskiej · przewóz rowerów · ubikacja · gniazdka elektryczne · Internet bezprzewodowy                                 | [ 133 ] [ 129 ]                                |
| 31WE PR | 4 | Bo'2'2'2'Bo          | 1-2-2-1     | 180     | 145 t   | 74,4 m   |                                   | 160 km/h                         | Tak | klimatyzacja przestrzeni pasażerskiej · przewóz rowerów · ubikacja · gniazdka elektryczne · Internet bezprzewodowy                                 | [ 134 ] [ 135 ] [ 129 ]                        |
| 31WE świętokrzyskie | 4 | Bo'2'2'2'Bo          | 1-1-1-1     | 200     | 145 t   | 74,4 m   |                                   | 160 km/h                         | Tak | klimatyzacja przestrzeni pasażerskiej · przewóz rowerów · ubikacja · gniazdka elektryczne · Internet bezprzewodowy · automaty biletowe             | [ 67 ] [ 136 ] [ 129 ]                         |
| 31WEb małopolskie | 4 | Bo'2'2'2'Bo          | 1-2-2-1     | 200     | 145 t   | 75,6 m   |                                   | 160 km/h                         | Tak | klimatyzacja przestrzeni pasażerskiej · przewóz rowerów · ubikacja · gniazdka elektryczne · Internet bezprzewodowy · automaty biletowe             | [ 129 ] [ 137 ] [ 138 ]                        |
| 31WEba SKM | 4 | Bo'2'2'2'Bo          | 2-2-2-2     | 144     | 145 t   | 75,6 m   | 4 × 600kW                         | 160 km/h                         | Tak | klimatyzacja przestrzeni pasażerskiej · przewóz rowerów · Internet bezprzewodowy · automaty biletowe · kasowniki                                   | [ 139 ] [ 129 ] [ 140 ]                        |
| 31WEbb podkarpackie | 4 | Bo'2'2'2'Bo          | 1-2-2-1     | 192     | 145 t   | 75,6 m   |                                   | 160 km/h                         | Tak | klimatyzacja przestrzeni pasażerskiej · przewóz rowerów · ubikacja · gniazdka elektryczne · Internet bezprzewodowy · automaty biletowe · kasowniki | [ 129 ] [ 141 ] [ 142 ]                        |
| 31WEbb pomorskie | 4 | Bo'2'2'2'Bo          | 1-2-2-1     |         | 145 t   | 75,6 m   |                                   | 160 km/h                         | Tak | klimatyzacja przestrzeni pasażerskiej · przewóz rowerów · ubikacja · Internet bezprzewodowy                                                        | [ 129 ] [ 143 ]                                |
| 31WEbb zachodniopomorskie | 4 | Bo'2'2'2'Bo          | 1-2-2-1     | 154+36  | 145 t   | 75,6 m   |                                   | 160 km/h                         | Tak | klimatyzacja przestrzeni pasażerskiej · przewóz rowerów · ubikacja · gniazdka elektryczne · Internet bezprzewodowy · automaty biletowe             | [ 129 ] [ 144 ]                                |
| 35WE SKM | 6 | Bo'2'2'Bo'+Bo'2'2'Bo | 2-2-2-2-2-2 | 218+70  | 197 t   | 113,6 m  | 8×400 kW                          | 160 km/h                         | Nie | klimatyzacja przestrzeni pasażerskiej · przewóz rowerów · automaty biletowe · kasowniki                                                            | [ 145 ] [ 146 ] [ 112 ]                        |
| 35WE KŚ | 6 | Bo'2'2'Bo'+Bo'2'2'Bo | 2-2-2-2-2-2 | 282     | 200,5 t | 113,06 m | 8×400 kW                          | 160 km/h                         | Nie | klimatyzacja przestrzeni pasażerskiej · przewóz rowerów · ubikacja · gniazdka elektryczne                                                          | [ 39 ] [ 147 ] [ 148 ] [ 110 ] [ 149 ]         |
| 36WE podkarpackie | 3 | Bo’2’2’Bo’           | 1-1-1       | 155+15  | 122 t   | 58,4 m   | 4x400kW                           | 160 km/h                         | Nie | klimatyzacja przestrzeni pasażerskiej · przewóz rowerów · ubikacja · gniazdka elektryczne · Internet bezprzewodowy · automaty biletowe             | [ 42 ]                                         |
| 36WEa małopolskie | 3 | Bo’2’2’Bo’           | 1-2-1       | 138+6   | 109,9 t | 58,4 m   | 4x400kW                           | 160 km/h                         | Nie | klimatyzacja przestrzeni pasażerskiej · przewóz rowerów · ubikacja · gniazdka elektryczne · Internet bezprzewodowy                                 | [ 43 ]                                         |
| 36WEa podkarpackie | 3 | Bo’2’2’Bo’           | 1-1-1       | 150+6   | 109,9 t | 58,4 m   | 4x400kW                           | 160 km/h                         | Nie | klimatyzacja przestrzeni pasażerskiej · przewóz rowerów · ubikacja · gniazdka elektryczne · Internet bezprzewodowy · automaty biletowe             | [ 43 ]                                         |
| 36WEa śląskie | 3 | Bo’2’2’Bo’           | 1-1-1       | 150+6   | 109,9 t | 58,4 m   | 4x400kW                           | 160 km/h                         | Nie | klimatyzacja przestrzeni pasażerskiej · przewóz rowerów · ubikacja · gniazdka elektryczne · Internet bezprzewodowy                                 | [ 43 ]                                         |
| 36WEa świętokrzyskie | 3 | Bo’2’2’Bo’           | 1-1-1       | 150+6   | 109,9 t | 58,4 m   | 4x400kW                           | 160 km/h                         | Nie | klimatyzacja przestrzeni pasażerskiej · przewóz rowerów · ubikacja · gniazdka elektryczne · Internet bezprzewodowy · automaty biletowe             | [ 43 ]                                         |
| 36WEa KD | 3 | Bo’2’2’Bo’           | 1-1-1       | 165     |         | 58,4 m   | 4x400kW                           | 160 km/h                         | Nie | klimatyzacja przestrzeni pasażerskiej · przewóz rowerów · ubikacja · gniazdka elektryczne · Internet bezprzewodowy                                 | [ 45 ] [ 150 ]                                 |
| 36WEa opolskie | 3 | Bo’2’2’Bo’           | 1-1-1       | 176     | ≤110t   | 58,4 m   | (1600kW)                          | 160 km/h                         | Tak | klimatyzacja przestrzeni pasażerskiej · przewóz rowerów · ubikacja · gniazdka elektryczne · Internet bezprzewodowy                                 | [ 151 ] [ 49 ] [ 152 ] [ 153 ] [ 129 ]         |
| 36WEa zachodniopomorskie | 3 | Bo’2’2’Bo’           | 1-1-1       | ≥150    | ≤110 t  | 58,4 m   |                                   | 160 km/h                         | Tak | klimatyzacja przestrzeni pasażerskiej · przewóz rowerów · ubikacja · gniazdka elektryczne · Internet bezprzewodowy · automaty biletowe             | [ 133 ] [ 129 ]                                |
| 36WEd ŁKA | 3 | Bo’2’2’Bo’           | 2-1-2       | 154+6   | 111 t   | 59,3 m   |                                   | 160 km/h                         | Nie | klimatyzacja przestrzeni pasażerskiej · przewóz rowerów · gniazdka elektryczne · Internet bezprzewodowy · ubikacja                                 | [ 154 ] [ 64 ] [ 155 ] [ 129 ]                 |
| 36WEdb podkarpackie | 3 | Bo’2’2’Bo’           | 2-2-2       | 138     | 111 t   | 59,3 m   |                                   | 160 km/h                         | Tak | klimatyzacja przestrzeni pasażerskiej · przewóz rowerów · ubikacja · gniazdka elektryczne · Internet bezprzewodowy · automaty biletowe · kasowniki | [ 129 ] [ 156 ]                                |
| 36WEh prototyp | 3 | Bo’2’2’Bo’           | 1-1-1       | 160     | 119 t   | 59,3 m   | 2x390 kW diesel (1600 kW) 3 kV DC | 120 km/h diesel 160 km/h 3 kV DC | Tak | klimatyzacja przestrzeni pasażerskiej · przewóz rowerów · gniazdka elektryczne · ładowarki USB · Internet bezprzewodowy                            | [ 157 ]                                        |
| 36WEh KD | 3 | Bo’2’2’Bo’           | 1-1-1       |         | 119 t   | 59,3 m   |                                   | 120 km/h diesel 160 km/h 3 kV DC |     | klimatyzacja przestrzeni pasażerskiej · przewóz rowerów · Internet bezprzewodowy                                                                   | [ 79 ] [ 129 ] [ 158 ]                         |
| 36WEh KW | 3 | Bo’2’2’Bo’           | 1-1-1       | ≥160    | 122 t   | 59,3 m   |                                   | 120 km/h diesel 160 km/h 3 kV DC |     | klimatyzacja przestrzeni pasażerskiej · przewóz rowerów · gniazdka elektryczne · Internet bezprzewodowy                                            | [ 129 ] [ 159 ]                                |
| 36WEha ŁKA | 3 | Bo’2’2’Bo’           | 1-1-1       | 140     | 122 t   | 59,3 m   |                                   | 120 km/h diesel 160 km/h 3 kV DC | Tak | klimatyzacja przestrzeni pasażerskiej · przewóz rowerów · gniazdka elektryczne · Internet bezprzewodowy · ubikacja                                 | [ 129 ] [ 160 ] [ 161 ]                        |
| 36WEhb podkarpackie | 3 | Bo’2’2’Bo’           | 1-1-1       | 140     | 122 t   | 59,3 m   |                                   | 120 km/h diesel 160 km/h 3 kV DC | Tak | klimatyzacja przestrzeni pasażerskiej · przewóz rowerów · ubikacja · gniazdka elektryczne · Internet bezprzewodowy · automaty biletowe · kasowniki | [ 129 ] [ 141 ]                                |
| 36WEhb pomorskie | 3 | Bo’2’2’Bo’           | 1-1-1       | 140     | 122 t   | 59,3 m   |                                   | 120 km/h diesel 160 km/h 3 kV DC | Tak | klimatyzacja przestrzeni pasażerskiej · przewóz rowerów · ubikacja · Internet bezprzewodowy                                                        | [ 129 ] [ 143 ] [ 162 ]                        |
| 36WEhd lubuskie | 3 | Bo’2’2’Bo’           | 1-1-1       | 150     | 121,5 t | 59,3 m   |                                   | 120 km/h                         |     | klimatyzacja przestrzeni pasażerskiej · przewóz rowerów · gniazdka elektryczne · ładowarki USB · Internet bezprzewodowy                            | [ 129 ] [ 163 ]                                |
| 36WEhd KW | 3 | Bo’2’2’Bo’           | 1-1-1       | ≥160    | 122 t   | 59,3 m   |                                   | 120 km/h                         |     | klimatyzacja przestrzeni pasażerskiej · przewóz rowerów · gniazdka elektryczne · Internet bezprzewodowy                                            | [ 129 ] [ 159 ]                                |
| 37WE podkarpackie | 2 | Bo’2’Bo’             | 1-1         | ≥110+10 | 81 t    | 42,4 m   | 4x400kW                           | 160 km/h                         | Nie | klimatyzacja przestrzeni pasażerskiej · przewóz rowerów · ubikacja · gniazdka elektryczne · Internet bezprzewodowy · automaty biletowe             | [ 110 ] [ 129 ] [ 164 ]                        |
| 37WE war.-maz. | 2 | Bo’2’Bo’             | 1-1         | 107     | 81 t    | 42,4 m   | 4x400kW                           | 160 km/h                         | Nie | klimatyzacja przestrzeni pasażerskiej · przewóz rowerów · ubikacja · gniazdka elektryczne · Internet bezprzewodowy                                 | [ 110 ] [ 129 ] [ 165 ] [ 166 ]                |
| 37WEa lubelskie | 2 | Bo’2’Bo’             | 1-1         | 105     | 85 t    | 43 m     |                                   | 160 km/h                         |     | klimatyzacja przestrzeni pasażerskiej · przewóz rowerów · ubikacja · gniazdka elektryczne · Internet bezprzewodowy                                 | [ 74 ] [ 129 ] [ 167 ]                         |
| 45WE KM | 5 | Bo’2’2’2’2’Bo’       | 2-2-2-2-2   | 219     | 159 t   | 90,4 m   | 4 × 500 kW                        | 160 km/h                         | Nie | klimatyzacja przestrzeni pasażerskiej · przewóz rowerów · ubikacja · gniazdka elektryczne · Internet bezprzewodowy                                 | [ 21 ] [ 110 ] [ 129 ] [ 168 ] [ 169 ]         |
| 45WE małopolskie | 5 | Bo’2’2’2’2’Bo’       | 1-2-2-2-1   | 230+20  | 170t    | 90,4 m   |                                   | 160 km/h                         | Tak | klimatyzacja przestrzeni pasażerskiej · przewóz rowerów · gniazdka elektryczne · Internet bezprzewodowy · automaty biletowe                        | [ 56 ] [ 129 ] [ 130 ] [ 132 ] [ 169 ]         |
| 45WE KD | 5 | Bo’2’2’2’2’Bo’       | 1-1-2-1-1   | 249     | 170t    | 90,4 m   |                                   | 160 km/h                         | Tak | klimatyzacja przestrzeni pasażerskiej · przewóz rowerów · ubikacja · gniazdka elektryczne · Internet bezprzewodowy                                 | [ 128 ] [ 129 ] [ 169 ] [ 170 ] [ 171 ]        |
| 45WE pomorskie | 5 | Bo’2’2’2’2’Bo’       | 1-2-2-2-1   | 195+30  | 170t    | 90,4 m   |                                   | 160 km/h                         | Tak | klimatyzacja przestrzeni pasażerskiej · przewóz rowerów · ubikacja · Internet bezprzewodowy                                                        | [ 68 ] [ 129 ] [ 169 ] [ 172 ]                 |
| 45WEa SKM | 5 | Bo’2’2’2’2’Bo’       | 2-2-2-2-2   | 186     | 166 t   | 91,9 m   | 4 × 600 kW                        | 160 km/h                         | Tak | klimatyzacja przestrzeni pasażerskiej · przewóz rowerów · Internet bezprzewodowy · automaty biletowe · kasowniki                                   | [ 129 ] [ 173 ]                                |
| – klimatyzacja części pasażerskiej – przewóz rowerów – toaleta(y) – gniazdka elektryczne – bezprzewodowy dostęp do internetu – biletomaty – kasowniki |   |                      |             |         |         |          |                                   |                                  |     | |                                                |

### Podzespoły

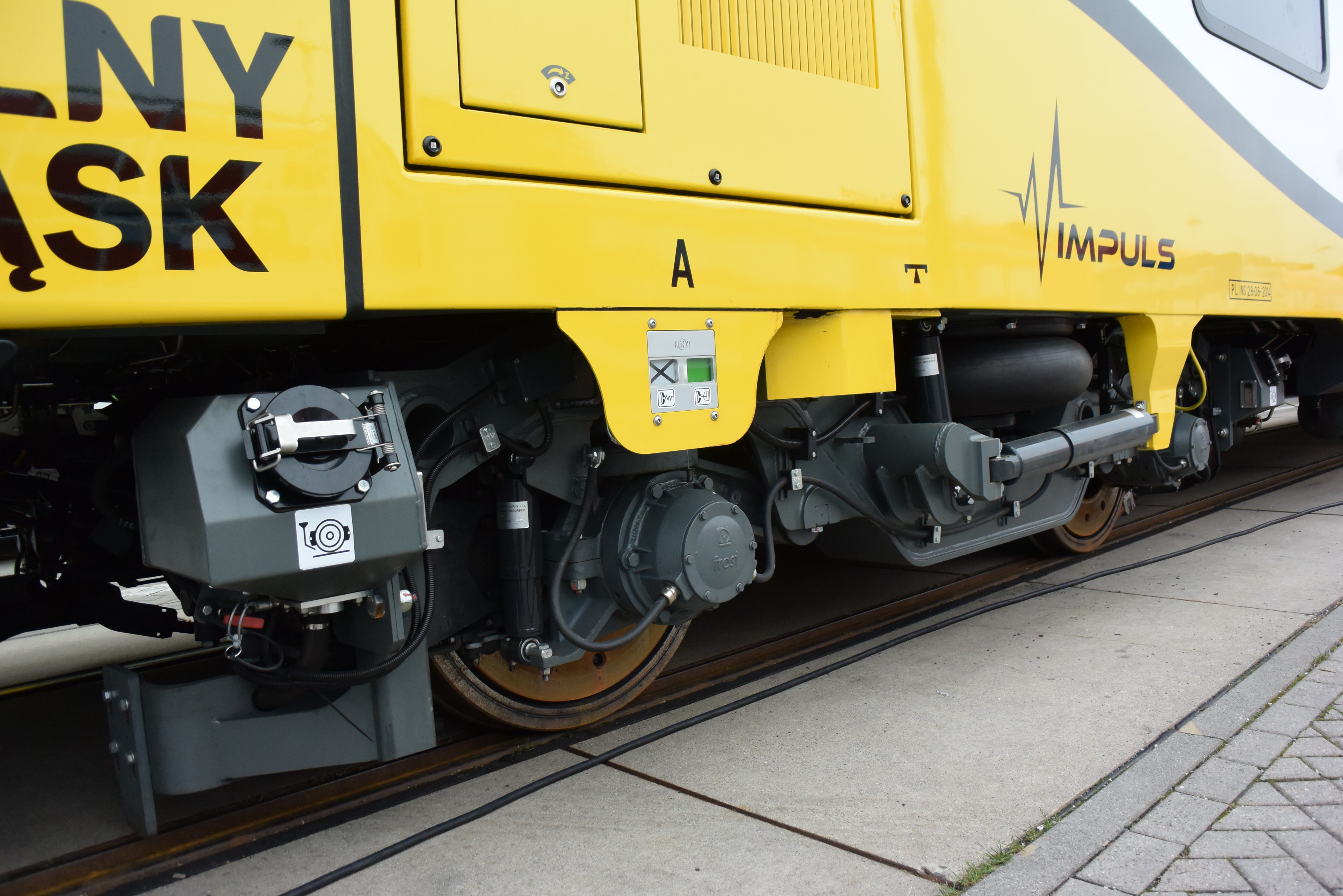
Wózek napędowy 70RSNe

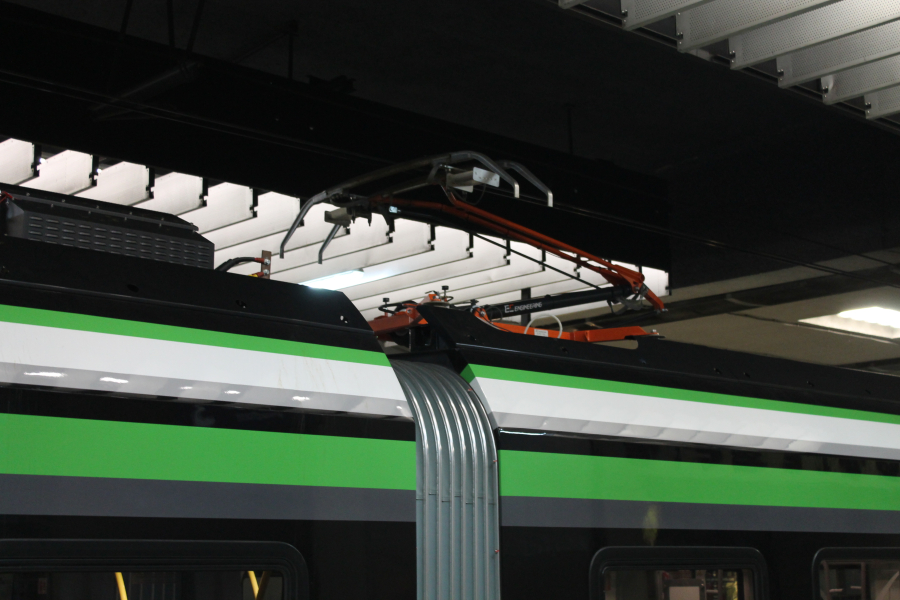
Odbierak prądu na dachu składu 45WE

| Rodzaj                 | Producent                      | Typ                 | Zastosowanie            | Zastosowanie | Zastosowanie   | Zastosowanie | Zastosowanie   | Zastosowanie |
| Rodzaj                 | Producent                      | Typ                 | 31WE 001÷005            | 35WE 001÷006 | 31WE ZGZ       | 36WE 001     | 36WEa PGZ      | 36WEa KD     |
| ---------------------- | ------------------------------ | ------------------- | ----------------------- | ------------ | -------------- | ------------ | -------------- | ------------ |
| Falownik trakcyjny     | Medcom                         | FT500-3k            | Tak                     | Nie          | ?              | ?            | ?              | ?            |
| Falownik trakcyjny     | Medcom                         | FT800-3k-35WE       | Nie                     | Tak          | ?              | ?            | ?              | ?            |
| Przetwornica statyczna | Medcom                         | PSM120              | Tak                     | Nie          | ?              | ?            | ?              | ?            |
| Przetwornica statyczna | Medcom                         | PSM200              | Nie                     | Tak          | ?              | ?            | ?              | ?            |
| Silnik asynchroniczny  | Traktionssysteme Austria (TSA) | TMF 59-39-4         | Tak                     | Nie          | Tak            | Nie          | Nie            | ?            |
| Silnik asynchroniczny  | Traktionssysteme Austria (TSA) | TMF 50-29-4         | Nie                     | Tak          | Nie            | Tak          | Tak            | ?            |
| Przekładnia osiowa     | DOSTO-GETRIEBE                 | Var.200             | Tak                     | ?            | ?              | ?            | ?              | ?            |
| Sterowanie wielokrotne | Medcom                         |                     | ?                       | Tak          | Tak            | ?            | ?              | ?            |
| Odbierak prądu         | EC Engineering                 | 160EC               | Tak                     | Nie          | Tak            | ?            | Nie            | ?            |
| Odbierak prądu         | Stemmann                       | DSA 150.07          | Nie                     | Tak          | ?              | ?            | Tak            | ?            |
| System hamulcowy       | Knorr-Bremse                   |                     | Tak                     | Tak          | Tak            | ?            | ?              | ?            |
| Wózek napędowy         |                                | 70RSNc              | Tak                     | Nie          | Tak            | Tak          | Nie            | Nie          |
| Wózek napędowy         | rozstaw osi:                   | 2,5 m               |                         | 2,5 m        | 2,5 m          |              |                |              |
| Wózek napędowy         | 70RSNe                         | Nie                 | Nie                     | Nie          | Nie            | Tak          | Tak            |              |
| Wózek napędowy         | rozstaw osi:                   |                     |                         |              |                | 2,5 m        | 2,5 m          |              |
| Wózek napędowy         | 27RSNd                         | Nie                 | Tak                     | Nie          | Nie            | Nie          | Nie            |              |
| Wózek napędowy         | rozstaw osi:                   |                     |                         |              |                |              |                |              |
| Wózek toczny           |                                | 72RSTc              | Tak                     | Nie          | Tak            | Tak          | ?              | ?            |
| Wózek toczny           | rozstaw osi:                   | 2,9 m               |                         | 2,9 m        | 2,9 m          |              |                |              |
| Wózek toczny           | 72RSTd                         | Nie                 | Tak                     | Nie          | Nie            | Nie          | Nie            |              |
| Wózek toczny           | rozstaw osi:                   |                     |                         |              |                |              |                |              |
| Wózek toczny           | 72RSTe                         | Nie                 | Nie                     | Nie          | Nie            | Tak          | Tak            |              |
| Wózek toczny           | rozstaw osi:                   |                     |                         |              |                | 2,9 m        | 2,9 m          |              |
| Drzwi                  | Ultimate                       | odskokowo-przesuwne | Tak                     | Tak          | Tak            | ?            | ?              | ?            |
| źródła:                | źródła:                        | źródła:             | [ 174 ] [ 175 ] [ 111 ] | [ 145 ]      | [ 120 ] [ 44 ] | [ 42 ]       | [ 176 ] [ 43 ] | [ 103 ]      |

## Eksploatacja
| Państwo        | Właściciel                             | Przewoźnik                                        | Liczba członów | Typ            | Oznaczenie przewoźnika | Lata dostaw          | Liczba    | Źródła                                         |
| -------------- | -------------------------------------- | ------------------------------------------------- | -------------- | -------------- | ---------------------- | -------------------- | --------- | ---------------------------------------------- |
| Polska         | Koleje Dolnośląskie                    | Koleje Dolnośląskie                               | 4              | 31WE           | 31WE                   | 2013 i 2015          | 10        | [ 38 ] [ 177 ]                                 |
| Polska         | Koleje Dolnośląskie                    | Koleje Dolnośląskie                               | 3              | 36WEa          | 36WEa                  | 2014–2015            | 6         | [ 178 ]                                        |
| Polska         | Koleje Dolnośląskie                    | Koleje Dolnośląskie                               | 5              | 45WE           | 45WE                   | 2017                 | 11        | [ 179 ] [ 180 ]                                |
| Polska         | Koleje Dolnośląskie                    | Koleje Dolnośląskie                               | 3              | 36WEh          | 36WEh                  | 2021–2022            | 6         | [ 79 ] [ 158 ] [ 181 ]                         |
| Polska         | Koleje Mazowieckie                     | Koleje Mazowieckie                                | 5              | 45WE           | 45WE                   | 2015                 | 12        | [ 21 ] [ 182 ] [ 183 ] [ 184 ]                 |
| Polska         | Koleje Wielkopolskie                   | Koleje Wielkopolskie                              | 3              | 36WEh          | 36WEh                  | 2020–2022            | 6         | [ 72 ] [ 185 ] [ 186 ] [ 187 ] [ 188 ]         |
| Polska         | Łódzka Kolej Aglomeracyjna             | Łódzka Kolej Aglomeracyjna                        | 3              | 36WEd          | 36WEd                  | 2018–2019            | 14        | [ 189 ] [ 190 ]                                |
| Polska         | Łódzka Kolej Aglomeracyjna             | Łódzka Kolej Aglomeracyjna                        | 3              | 36WEha         | 36WEha                 | 2022                 | 5         | [ 191 ] [ 84 ] [ 192 ] [ 193 ]                 |
| Polska         | Polregio                               | Polregio                                          | 4              | 31WE           | ED78                   | 2017                 | 3         | [ 194 ]                                        |
| Polska         | PKP Szybka Kolej Miejska w Trójmieście | PKP Szybka Kolej Miejska w Trójmieście            | 4              | 31WE           | 31WE                   | 2016                 | 2         | [ 195 ] [ 196 ]                                |
| Polska         | SKM Warszawa                           | SKM Warszawa                                      | 6              | 35WE           | 35WE                   | 2012–2013            | 9         | [ 197 ] [ 198 ]                                |
| Polska         | SKM Warszawa                           | SKM Warszawa                                      | 4              | 31WEba         | 31WEba                 | 2022                 | 6         | [ 199 ] [ 200 ]                                |
| Polska         | SKM Warszawa                           | SKM Warszawa                                      | 5              | 45WEa          | 45WEa                  | 2022                 | 15        | [ 75 ] [ 201 ] [ 202 ] [ 203 ] [ 204 ] [ 205 ] |
| Polska         | PKP Intercity                          | PKP Intercity                                     | 6              |                | ESD162                 |                      | 0 z 35    | [ 207 ] [ 208 ]                                |
| Polska         | Lubelskie                              | Polregio                                          | 2              | 37WEa          | EN98A                  | 2021                 | 9         | [ 74 ] [ 209 ]                                 |
| Polska         | Lubuskie                               | Polregio                                          | 4              | 31WE           | ED78                   | 2014–2015            | 3         | [ 210 ] [ 211 ] [ 51 ] [ 212 ]                 |
| Polska         | Lubuskie                               | Polregio                                          | 3              | 36WEhd         | SA95                   | 2020                 | 2         | [ 31 ] [ 213 ]                                 |
| Polska         | Małopolskie                            | Polregio i Koleje Małopolskie                     | 3              | 36WEa          | EN63A                  | 2014–2015            | 6         | [ 43 ]                                         |
| Polska         | Małopolskie                            | Polregio i Koleje Małopolskie                     | 4              | 31WEb          | EN78A                  | 2021                 | 5         | [ 214 ] [ 215 ] [ 216 ]                        |
| Polska         | Małopolskie                            | Polregio i Koleje Małopolskie                     | 4              | 31WE           | EN78                   | 2016–2017            | 8         | [ 56 ] [ 58 ] [ 217 ] [ 131 ] [ 218 ]          |
| Polska         | Małopolskie                            | Polregio i Koleje Małopolskie                     | 5              | 45WE           | EN79                   | 2016–2017            | 5         | [ 56 ] [ 58 ] [ 217 ] [ 218 ] [ 219 ]          |
| Polska         | Małopolskie                            | Polregio i Koleje Małopolskie                     | 4              | 31WEb          | EN78A                  | 2021                 | 4         | [ 76 ] [ 215 ]                                 |
| Polska         | Koleje Małopolskie                     | Koleje Małopolskie                                |                |                |                        |                      | 0 z 6     | [ 97 ]                                         |
| Polska         | Opolskie                               | Polregio                                          | 3              | 36WEa          | EN63A                  | 2016–2018            | 7         | [ 49 ] [ 50 ] [ 220 ] [ 221 ] [ 222 ] [ 223 ]  |
| Polska         | Podkarpackie                           | Polregio                                          | 3              | 36WE           | EN63                   | 2013                 | 1         | [ 224 ]                                        |
| Polska         | Podkarpackie                           | Polregio                                          | 2              | 37WE           | EN98                   | 2014                 | 2         | [ 225 ]                                        |
| Polska         | Podkarpackie                           | Polregio                                          | 3              | 36WEa          | EN63A                  | 2015                 | 1         | [ 43 ]                                         |
| Polska         | Podkarpackie                           | Polregio                                          | 3              | 36WEdb         | EN63B                  | 2020                 | 8         | [ 70 ] [ 71 ] [ 226 ] [ 227 ] [ 228 ]          |
| Polska         | Podkarpackie                           | Polregio                                          | 4              | 31WEbb         | 31WEbb                 | 2023                 | 8         | [ 85 ] [ 229 ] [ 230 ]                         |
| Polska         | Podkarpackie                           | Polregio                                          | 3              | 36WEhb         | 36WEhb                 | 2023                 | 4         | [ 85 ] [ 231 ] [ 230 ]                         |
| Polska         | Podkarpackie                           | Polregio                                          | 5              |                |                        |                      | 0 z 3     | [ 232 ]                                        |
| Polska         | Pomorskie                              | Polregio i PKP Szybka Kolej Miejska w Trójmieście | 5              | 45WE           | EN90                   | 2018–2020            | 10        | [ 172 ] [ 233 ]                                |
| Polska         | Pomorskie                              | Polregio i PKP Szybka Kolej Miejska w Trójmieście | 4              | 31WEbb         | 31WEbb                 | 2023–2024            | 11        | [ 86 ] [ 87 ] [ 234 ] [ 235 ] [ 236 ]          |
| Polska         | Pomorskie                              | Polregio i PKP Szybka Kolej Miejska w Trójmieście | 3              | 58WE           | 58WE                   |                      | 0 z 20    | [ 86 ] [ 87 ] [ 37 ]                           |
| Polska         | Pomorskie                              | Polregio i PKP Szybka Kolej Miejska w Trójmieście | 3              | 36WEhb         | 36WEhb                 | 2024                 | 4         | [ 88 ] [ 237 ] [ 238 ]                         |
| Polska         | Pomorskie                              | Polregio i PKP Szybka Kolej Miejska w Trójmieście | 4              | 31WEbb         | 31WEbb                 | od 2024              | 1 z 10    | [ 90 ] [ 95 ] [ 239 ]                          |
| Polska         | Śląskie                                | Koleje Śląskie i Polregio                         | 6              | 35WE           | 35WE                   | 2012                 | 1         | [ 240 ]                                        |
| Polska         | Śląskie                                | Koleje Śląskie i Polregio                         | 3              | 36WEa          | 36WEa                  | 2014–2015            | 6         | [ 43 ] [ 241 ]                                 |
| Polska         | Śląskie                                | Koleje Śląskie i Polregio                         | 4              | 31WEbc         | 31WEbc                 |                      | 2 z 26    | [ 92 ] [ 94 ] [ 242 ] [ 243 ]                  |
| Polska         | Koleje Śląskie                         | Koleje Śląskie i Polregio                         | 4              | 31WEbc         | 31WEbc                 | od 2025              | 3 z 5     | [ 91 ] [ 242 ] [ 244 ]                         |
| Polska         | Świętokrzyskie                         | Polregio                                          | 3              | 36WEa          | EN63A                  | 2014–2015            | 6         | [ 43 ]                                         |
| Polska         | Świętokrzyskie                         | Polregio                                          | 4              | 31WE           | ED78                   | 2018                 | 2         | [ 245 ] [ 246 ]                                |
| Polska         | Warmińsko-mazurskie                    | Polregio                                          | 2              | 37WE           | EN98                   | 2015                 | 1         | [ 166 ]                                        |
| Polska         | Zachodniopomorskie                     | Polregio                                          | 4              | 31WE           | ED78                   | 2013–2015, 2017–2018 | 22        | [ 247 ] [ 248 ] [ 59 ] [ 65 ] [ 249 ] [ 250 ]  |
| Polska         | Zachodniopomorskie                     | Polregio                                          | 3              | 36WEa          | EN63A                  | 2017–2018            | 18        | [ 251 ] [ 250 ]                                |
| Polska         | Zachodniopomorskie                     | Polregio                                          | 3              | 36WEh          | EN63H                  | 2020–2022            | 12        | [ 77 ] [ 83 ] [ 252 ] [ 253 ] [ 254 ]          |
| Polska         | Zachodniopomorskie                     | Polregio                                          | 4              | 31WEbb         | 31WEbb                 | od 2024              | 7 z 8     | [ 89 ] [ 93 ] [ 255 ] [ 256 ]                  |
| Włochy         | Ferrovie del Sud Est                   | Ferrovie del Sud Est                              | 3              | 36WEb          | ETR-322                | 2019–2021            | 11        | [ 257 ] [ 258 ]                                |
| Łączna liczba: | Łączna liczba:                         | Łączna liczba:                                    | Łączna liczba: | Łączna liczba: | Łączna liczba:         | Łączna liczba:       | 233 z 290 |                                                |

### Koleje Dolnośląskie

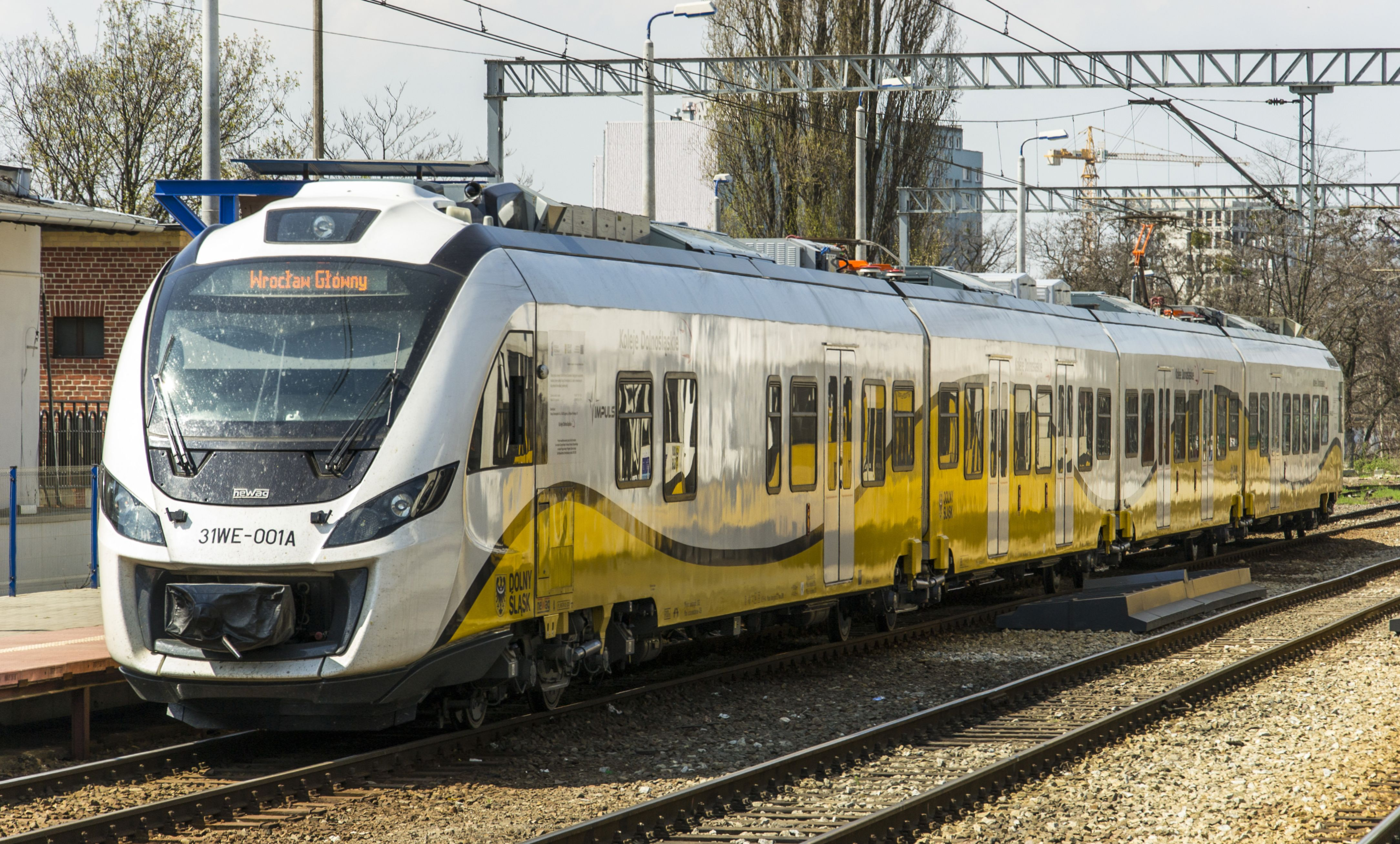
31WE-001 Kolei Dolnośląskich

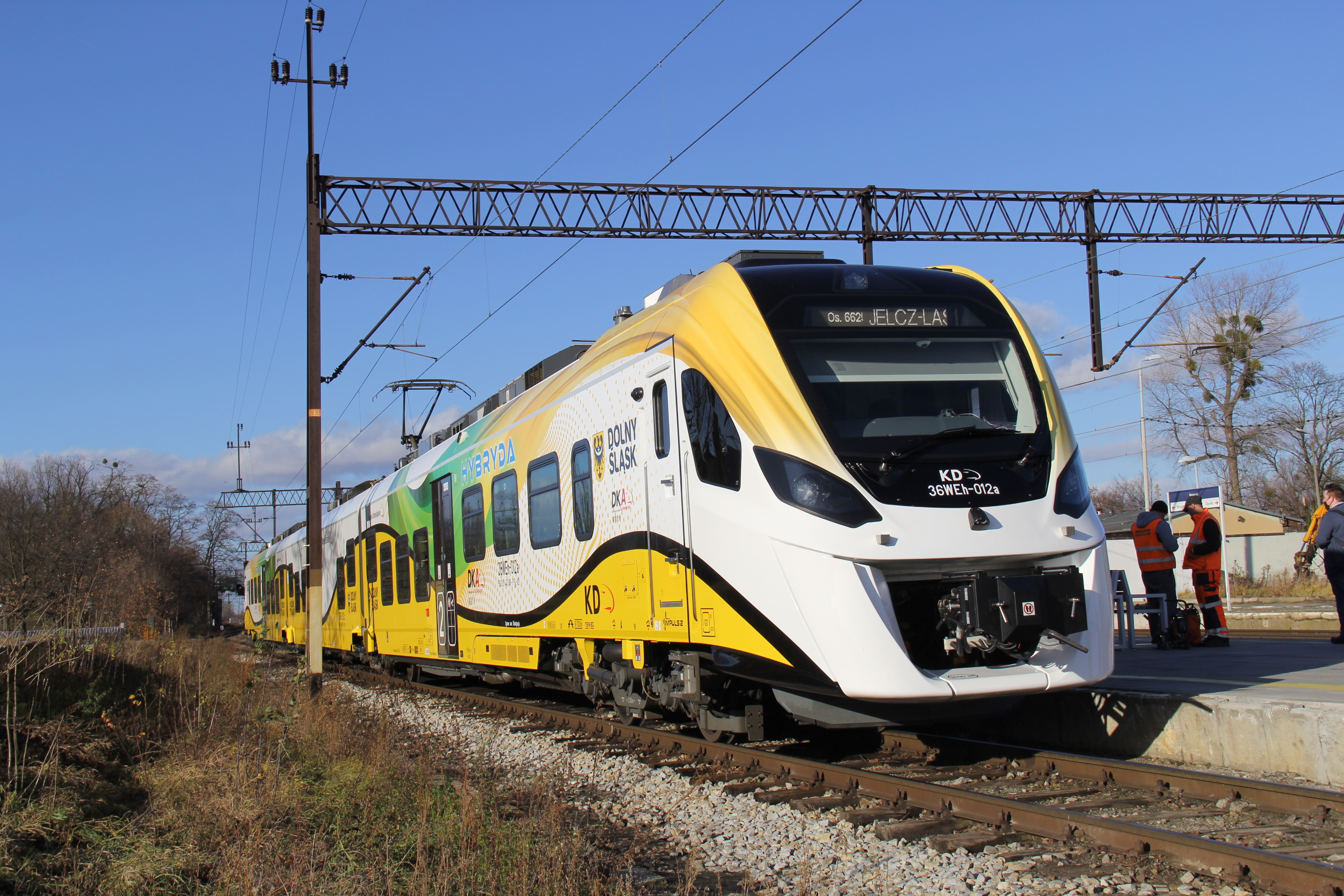
36WEh-012 KD

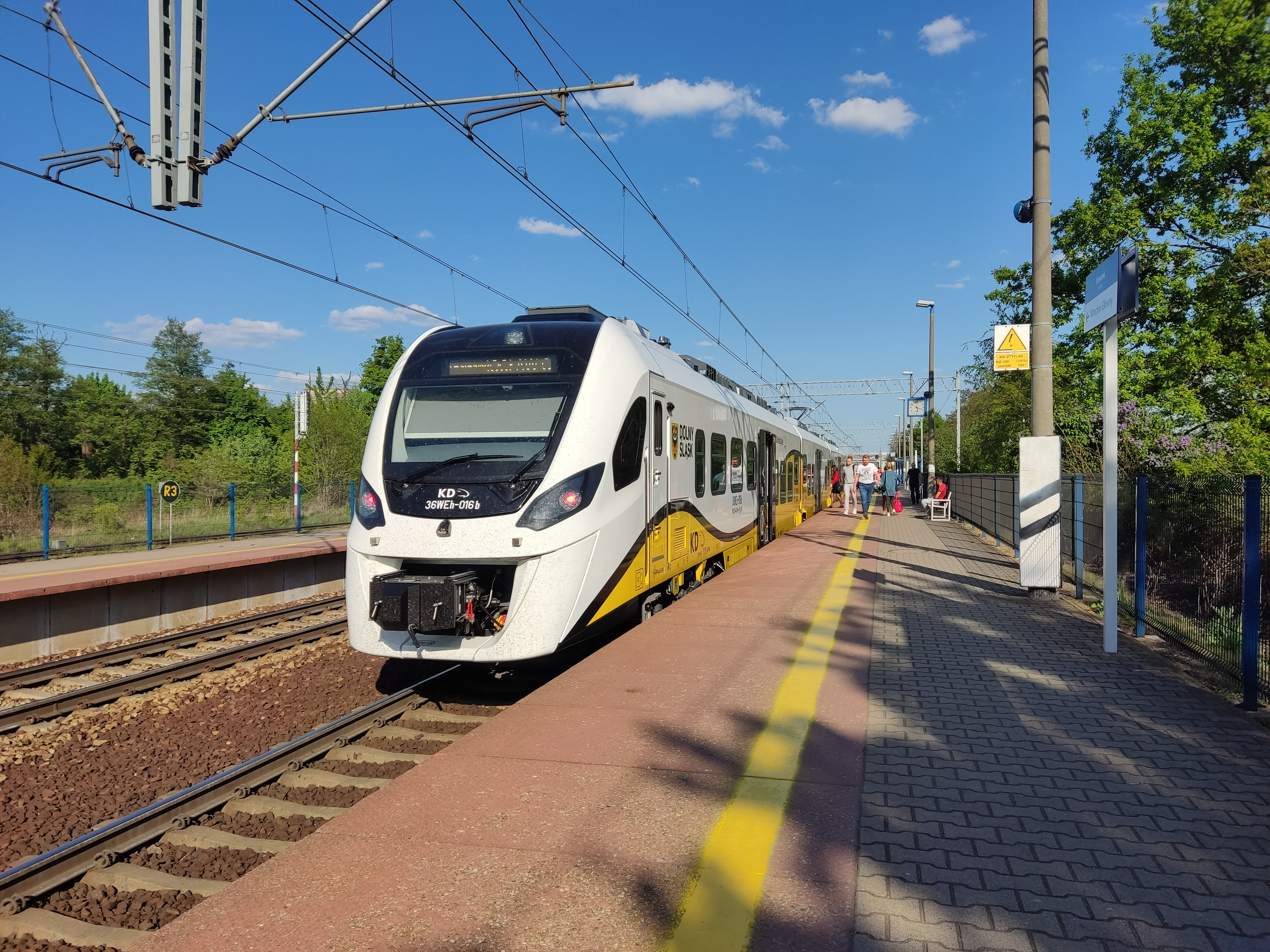
HZT 36WEh-016 KD

17 października 2011 podpisano umowę na zakup 5 sztuk 4-członowych Impulsów dla Kolei Dolnośląskich. 19 lutego 2013 do Legnicy dotarły dwa pierwsze składy, a ostatni z pojazdów opuścił fabrykę 17 maja 2013.
25 marca 2013 miała miejsce oficjalna prezentacja pociągu na trasie Wrocław – Węgliniec. Jej regularną obsługę rozpoczęto 1 kwietnia 2013.
25 i 26 maja 2013 odbyły się promocyjne przejazdy na trasie Wrocław – Jelenia Góra, a jeden z pojazdów został zaprezentowany w Jeleniej Górze i Wałbrzychu. Regularna obsługa tego połączenia Impulsami rozpoczęła się 9 czerwca 2013 od połączeń weekendowych. Od 16 listopada Impulsy jeżdżą również do Szklarskiej Poręby.
21 maja 2014 podpisano umowę na dostawę 6 trójczłonowych Impulsów dla KD. Pojazdy miały zostać dostarczone do grudnia 2014. Pierwszego trójczłonowego Impulsa dla KD dostarczono pod koniec sierpnia 2014, a w połowie października na stanie KD były 3 jednostki. 19 października odbyła się ich uroczysta prezentacja na stacji w Legnicy.
10 marca 2015 KD podpisały kolejną, trzecią umowę na dostawę Impulsów, tym razem na 5 sztuk wersji 31WE. Pierwsze 2 jednostki dostarczono w październiku. Pojazdy zostały zakupione do obsługi linii Wrocław – Rawicz. 6 grudnia odbył się promocyjny przejazd impulsów na tej trasie, a 13 grudnia składy rozpoczęły regularną obsługę tej linii.
13 stycznia 2017 przewoźnik podpisał umowę na dostawę 11 sztuk 5-członowych Impulsów. W ramach tego zamówienia przewoźnika miał otrzymać również symulator Impulsa wykonany przez przedsiębiorstwo Qumak, jednakże ze względu na problemy Qumaka do tego nie doszło i wykonanie symulatora powierzono spółce TK Telekom. 13 września dostarczono 2 pierwsze jednostki 45WE, a dostawy zakończono w połowie listopada. 9 listopada jeden z pojazdów był testowany na trasie Legnica – Lichkov; przejazd ten był pierwszym zagranicznym kursem pojazdu Impuls. Na początku grudnia odbyła się oficjalna prezentacja nowych jednostek połączona z prezentacją nowej hali utrzymaniowej w Legnicy. Pojazdy zostały zakupione z myślą o obsłudze trasy Wrocław – Międzylesie, jednakże ze względu na opóźnienia w jej remoncie, nowe jednostki zostały skierowane również na inne trasy. Pod koniec stycznia 2018 odbył się przejazd specjalny na trasie Wrocław Główny – Ústí nad Orlicí. 15 października 2018 w Legnicy otwarty został Ośrodek Szkolenia Kadr Kolejowych, którego kluczowym elementem jest symulator 45WE. Na wiosnę 2022 z pojazdów wymontowane zostały biletomaty, które następnie zainstalowane zostały na wybranych stacjach obsługiwanych przez KD.
13 października 2020 podpisana została umowa na dostawę 6 trójczłonowych hybrydowych zespołów trakcyjnych z możliwością rozszerzenia zamówienia o jeszcze 2 pojazdy. We wrześniu 2021 zostały dostarczone dwa pierwsze pojazdy. 5 października odbyła się uroczysta prezentacja jednego z pojazdów połączona z przejazdem promocyjnym na trasie Wrocław – Trzebnica. 28 kwietnia 2022 dostarczono 2 ostatnie jednostki hybrydowe o numerach 016 i 017. Na początku maja wszystkie 6 hybryd było już w ruchu. 12 czerwca jednostki 36WEh rozpoczęły kursowanie na zrewitalizowanej linii kolejowej nr 285 z Wrocławia do Świdnicy obsługując jako pierwsze pociągi pasażerskie wyłączoną od wielu lat z ruchu Sobótkę.

### Koleje Mazowieckie

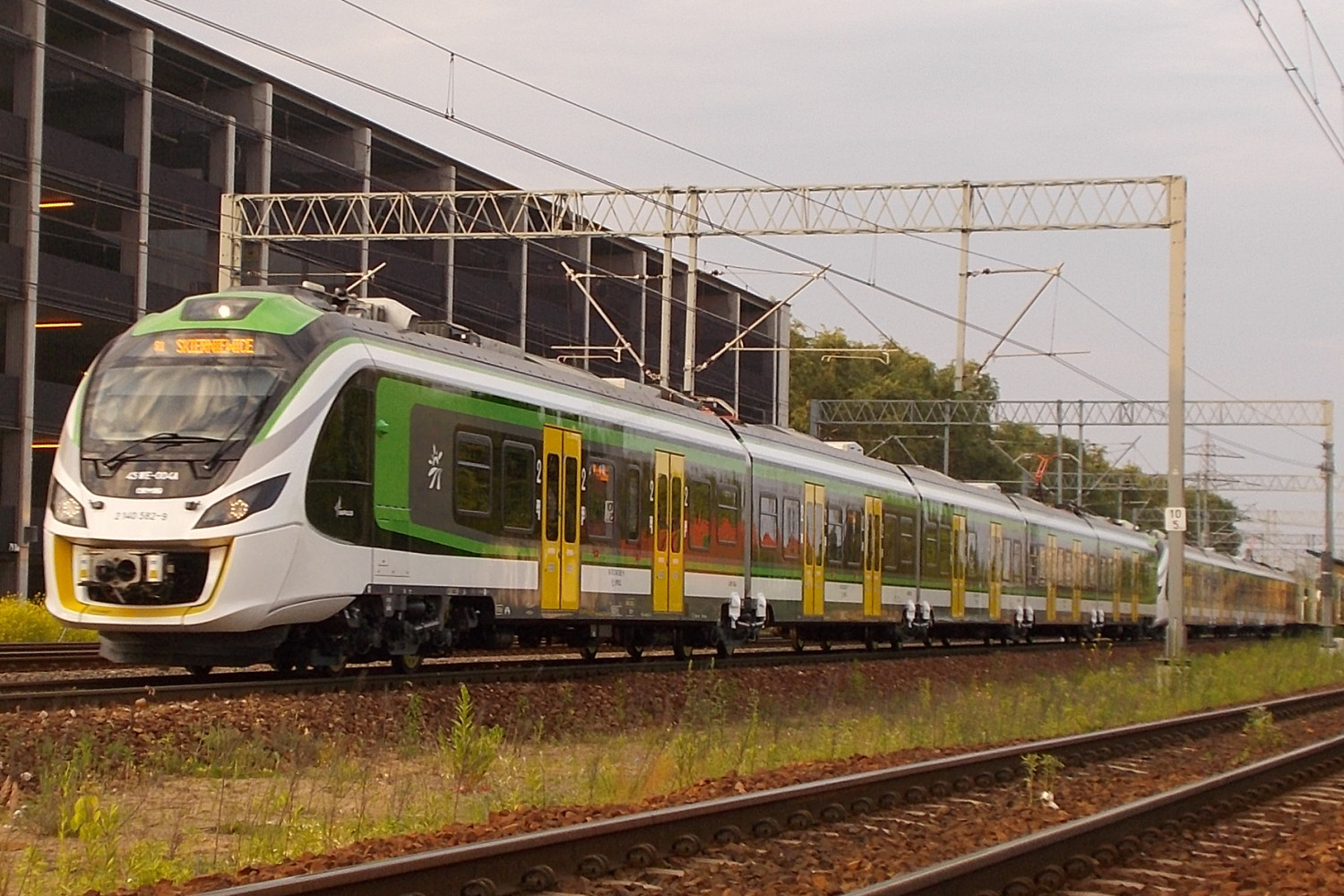
45WE-004+002 Kolei Mazowieckich

28 listopada 2014 Koleje Mazowieckie podpisały umowę na dostawę 12 sztuk 5-członowych Impulsów. Pojazdy zakupiono do obsługi połączenia Warszawa – Skierniewice.
Dwie pierwsze jednostki dostarczono na początku maja 2015. 8 czerwca pojazdy 45WE-003 i 45WE-004 zostały zaprezentowane na stacji Warszawa Wschodnia, po czym odbyły przejazd promocyjny do stacji Warszawa Rembertów.
30 listopada 2015 przewoźnik odebrał ostatni z 12 zamówionych pojazdów. Składy skierowano do obsługi pociągów na trasie Warszawa Wschodnia – Grodzisk Mazowiecki – Skierniewice, także w relacjach skróconych i przyspieszonych.
W lipcu 2016 przewoźnik ogłosił przetarg na wyposażenie jednego ze swoich 45WE w ETCS.

### Koleje Wielkopolskie

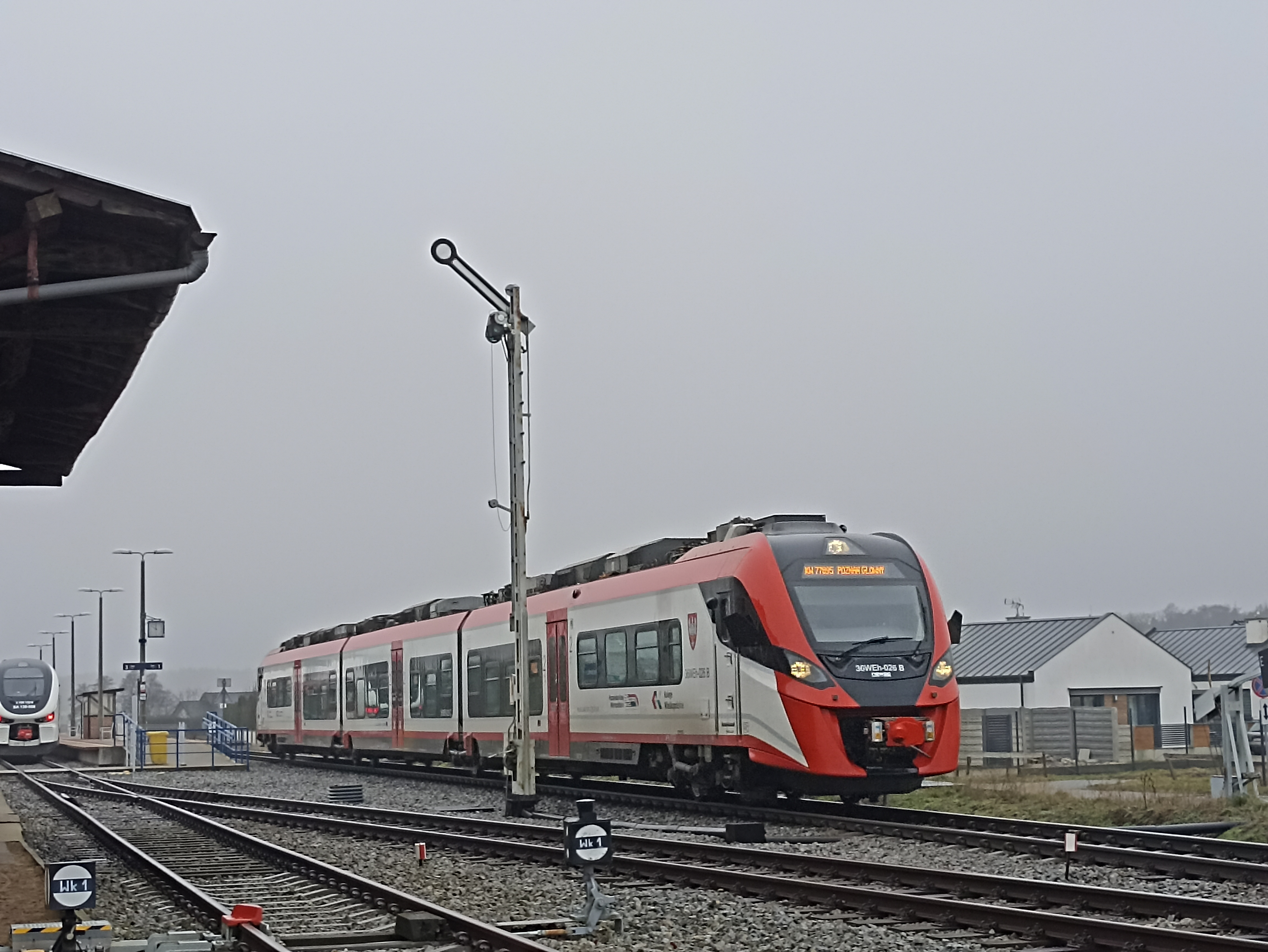
36WEh-025 Kolei Wielkopolskich na stacji Rakoniewice

13 września 2019 Koleje Wielkopolskie podpisały z Newagiem umowę na dostawę 4 spalinowych zespołów trakcyjnych 36WEhd z opcją na kolejne 2 egzemplarze. 3 listopada 2020 roku pierwsze dwa pojazdy zostały włączone do eksploatacji. Pojazdy skierowano do obsługi linii Poznań – Gołańcz i Poznań – Wolsztyn.
W październiku 2021 zdecydowano się skorzystać z opcja na 2 dodatkowe egzemplarze. W grudniu 2022 roku pojazdy zostały przekazane przewoźnikowi.
Koleje Wielkopolskie w lutym 2023 roku zleciły producentowi zmodyfikowanie 4 pojazdów na dwutrakcyjne, wraz z prawem opcji na 2 dodatkowe pojazdy (które to prawo zostało wykorzystane). W lipcu 2023 gotowy był pierwszy ze zmodyfikowanych pojazdów i rozpoczęły się jego jazdy próbne, a 8 sierpnia odbyła się jego prezentacja i wszedł on do eksploatacji planowanej.

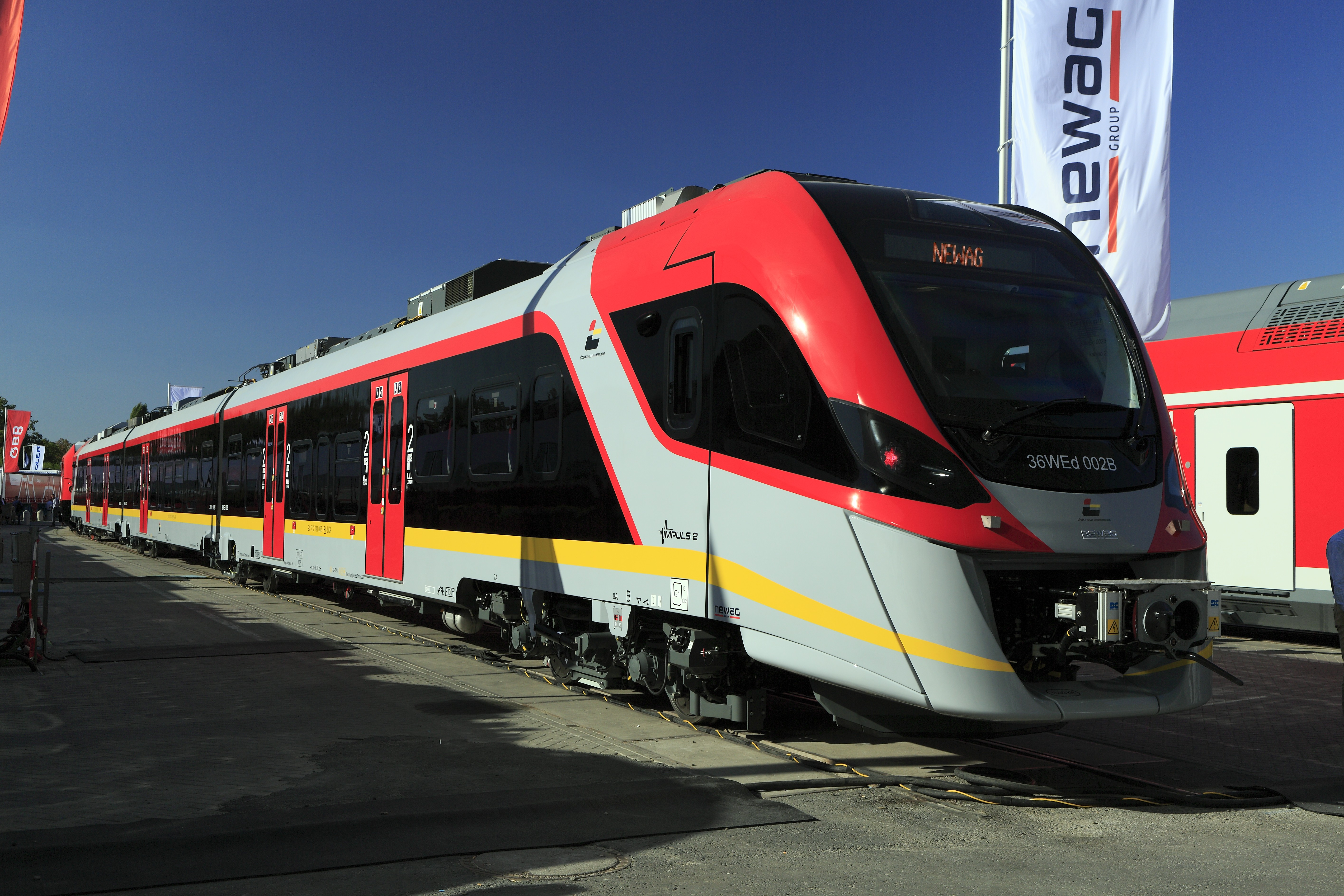
36WEd-002 Łódzkiej Kolei Aglomeracyjnej

### Łódzka Kolej Aglomeracyjna
28 lutego 2017 Łódzka Kolej Aglomeracyjna podpisała umowę na dostawę 14 sztuk 3-członowych Impulsów II wraz z usługą utrzymania przez 12 lat. 18 czerwca 2018 w zakładach Newag w Nowym Sączu zaprezentowano jednostkę 36WEd-001 – pierwszy skład dla ŁKA. Była to pierwsza jednostka Impuls II dla polskiego przewoźnika. 14 września ta sama jednostka została zaprezentowana na dworcu Łódź Fabryczna. Pierwsze 4 jednostki przekazano przewoźnikowi w październiku. 9 grudnia, wraz z wejściem w życie nowego rozkładu jazdy impulsy skierowano do obsługi linii Skierniewice – Łowicz Główny. Dostawy zakończono na początku listopada 2019.
23 lipca 2021 roku podpisano umowę z producentem na zakup trzech hybrydowych zespołów trakcyjnych 36WEh z opcją na 2 dodatkowe egzemplarze (z której zdecydowano się skorzystać 10 maja 2022). Pod koniec marca 2022 w bazie ŁKA pojawiła się pierwsza z zamówionych hybryd. Natomiast 25 czerwca dostarczone były już 3 jednostki i zostały one skierowane do obsługi promocyjnego przejazdu do Spały, natomiast regularne (choć jedynie w weekendy) połączenie zostało uruchomione 2 lipca. Pod koniec 2022 roku hybrydy rozpoczęły dodatkowo obsługę połączeń do Opoczna i Skarżyska-Kamiennej.

### PKP Szybka Kolej Miejska w Trójmieście

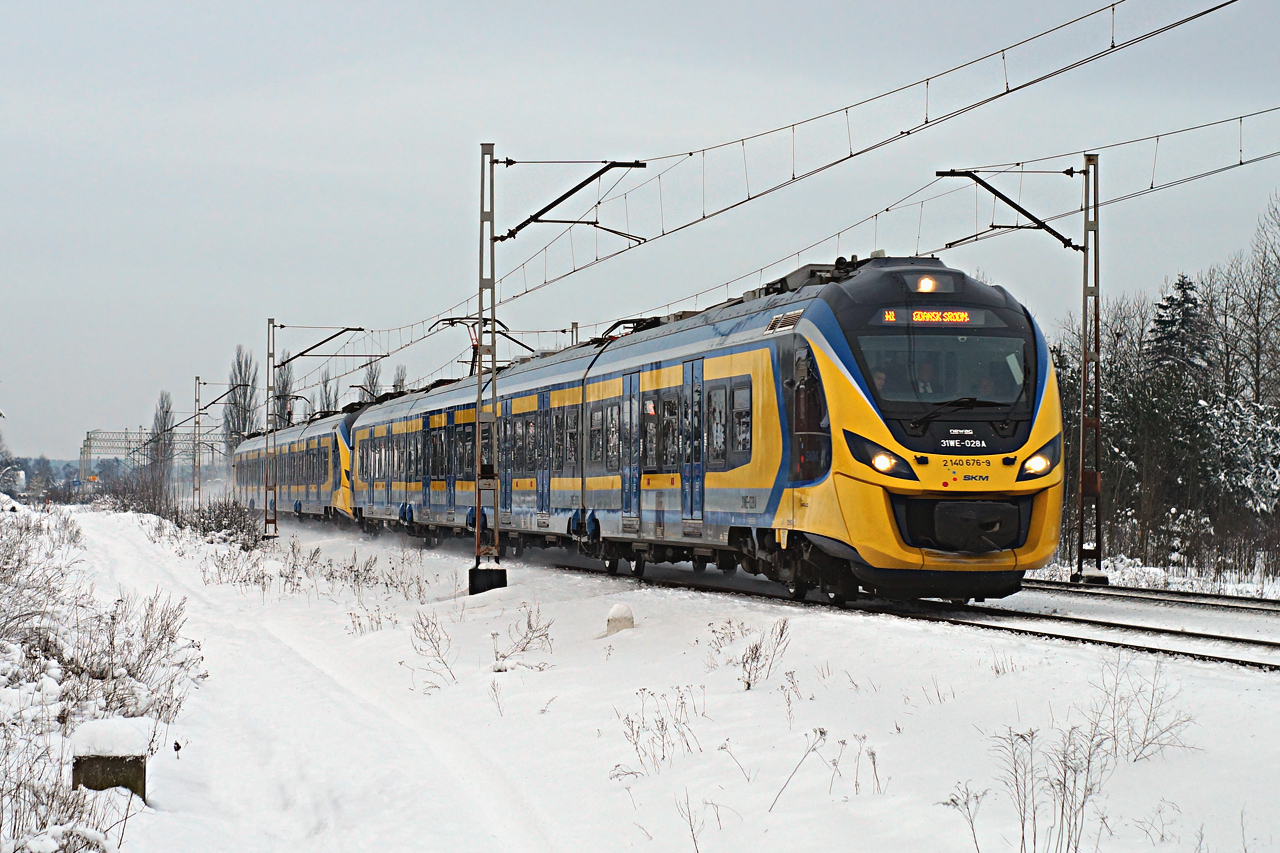
31WE-028 i 027 trójmiejskiej SKM

23 marca 2015 PKP Szybka Kolej Miejska w Trójmieście podpisała umowę na dostawę 2 sztuk 4-członowych Impulsów, które miały zostać dostarczone w II kwartale 2016 roku. Pojazdy zostały zakupione z zamysłem obsługi trasy Gdańsk Śródmieście – Wejherowo.
11 lutego 2016 pierwsza jednostka była gotowa i na Centralnej Magistrali Kolejowej przechodziła próby jazdy z maksymalną prędkością 160 km/h. Kilka dni później jednostka była testowana na linii nr 96 pomiędzy Nowym Sączem a Grybowem, a pod koniec lutego w okolicach Nowego Sącza testowano działanie jazdy wielokrotnej. 28 lutego pierwszy skład oznaczony jako 31WE-027 dotarł na stację Gdynia Cisowa Postojowa. 4 marca odbyło się oficjalnie przekazanie obu jednostek połączone z przejazdem promocyjnym na odcinku Gdańsk Główny – Gdynia Cisowa, natomiast 25 marca rozpoczęto ich liniową eksploatację. W nocy z 25 na 26 lipca specjalny pociąg zestawiony z obydwu zespołów przewiózł z Gdyni do Krakowa uczestników Światowych Dni Młodzieży. 8 lipca 2018 oba impulsy został wypożyczone do PKP Intercity, które wykorzystało je do obsługi specjalnego połączenia Gdynia Główna – Warszawa Zachodnia dla osób wracających z Open’er Festival.

### PKP Intercity
5 lipca 2024 PKP Intercity podpisało umowę na dostawę 35 sztuk dwutrakcyjnych Impulsów, które mają być dostarczane od 2027 roku. Jednostki mają kursować m.in. do Hajnówki, Zamościa, Hrubieszowa, Mielca, Zagórza, Krosna, Jasła, Nysy, Jeleniej Góry, Gorzowa Wielkopolskiego oraz Chojnic.

### Polregio

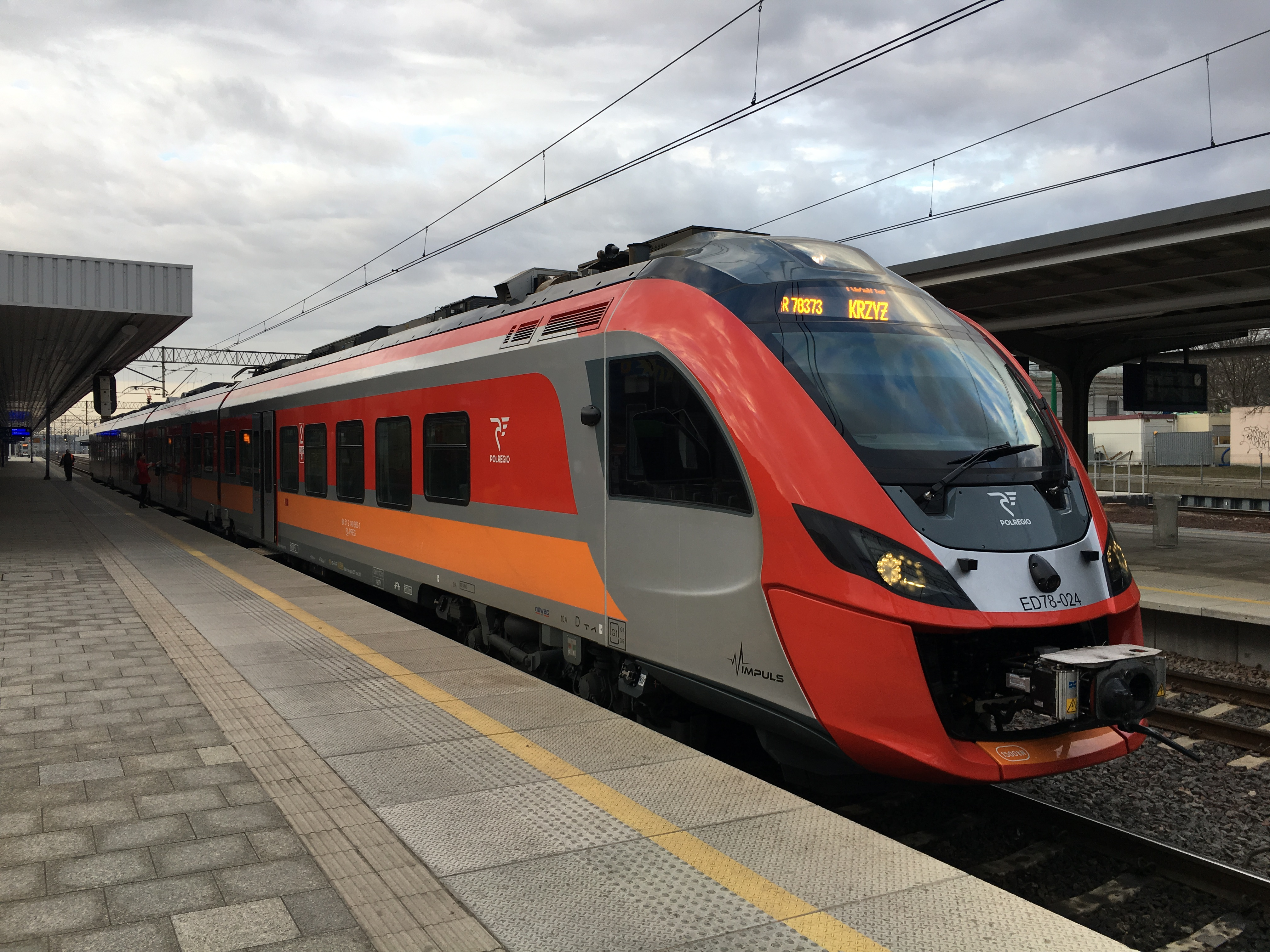
ED78-022 dla PR

9 grudnia 2016 została zawarta umowa na dostawę 3 sztuk 4-członowych EZT dla Przewozów Regionalnych. Dostawy jednostek zaplanowano na 2017 rok. 6 grudnia 2017 zaprezentowano pierwszą jednostkę na trasie Poznań Główny – Wronki, a kilka dni później wszystkie jednostki zostały skierowane do pracy w województwie wielkopolskim.

### SKM Warszawa

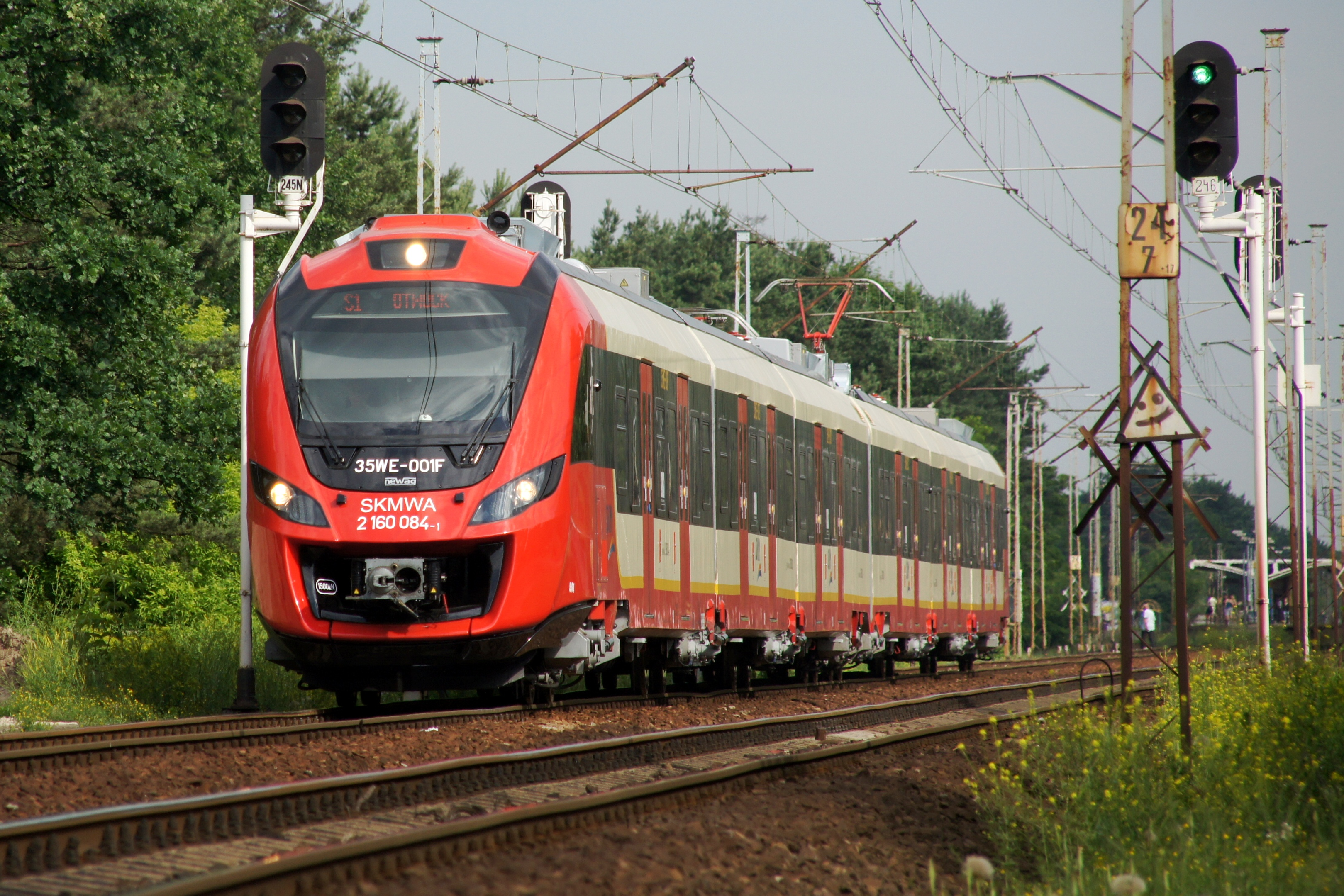
35WE-001 SKM Warszawa

18 kwietnia 2011 SKM Warszawa zawarła umowę z konsorcjum Newagu i Millenium Leasing na dostawę 6 sztuk 6-członowych Impulsów, z opcją rozszerzenia do 9 sztuk w przyszłości. Pierwszy skład został odebrany przez przewoźnika 11 czerwca 2012, a następnego dnia rozpoczął on kursowanie na linii S9. Drugi pociąg odebrano 14 czerwca 2012, zaś w pierwszy kurs z pasażerami udał się on dwa dni później w ramach obsługi jednego z meczów Mistrzostw Europy w Piłce Nożnej 2012. 28 czerwca 2012 producent przekazał warszawskiemu przewoźnikowi trzecią sztukę, czwarty egzemplarz dotarł do Warszawy pod koniec lipca 2012, a dwa ostatnie (piąty i szósty) w sierpniu 2012. Dostawy zakończono 16 sierpnia 2012. Składy zostały przypisane do linii S1 oraz S9.
19 grudnia 2012 SKM Warszawa skorzystał z opcji rozszerzenia zamówienia o dodatkowe 3 sztuki. Pierwszy z dodatkowych egzemplarzy (35WE-009) dostarczono w drugiej połowie lutego 2013, a 26 lutego 2013 rozpoczął służbę. Drugi egzemplarz (35WE-010) dostarczono w połowie kwietnia 2013, a ostatni (35WE-008) przekazano 20 lipca 2013, zaś w swój pierwszy kurs wyruszył 22 lipca 2013.
W momencie wyprodukowania 35WE był najdłuższym elektrycznym zespołem trakcyjnym eksploatowanym w Polsce. W 2012 roku wyprodukowano elfa typu 27WEb dla Kolei Śląskich, który jest o metr dłuższy.
7 kwietnia 2020 SKM podpisała z Newagiem umowę na dostawę 15 sztuk 5-członowych i 6 sztuk 4-członowych EZT wraz z usługą utrzymania przez 7 lat. W styczniu 2022 dwie pierwsze jednostki 4-członowe zostały dostarczone do Warszawy i 12 stycznia zaprezentowano je w bazie SKM. 14 lutego dostarczono 2 kolejne jednostki, a 21 lutego jednostki dostarczone w styczniu rozpoczęły kursowanie z pasażerami. W połowie marca Newag dostarczył 2 ostatnie jednostki 4-członowe. Pod koniec maja dostarczono 2 pierwsze jednostki 5-członowe, a na początku lipca 5. i 6. jednostkę 5-członową. W sierpniu jednostki 5-członowe rozpoczęły kursowanie na linii S1 Otwock – Pruszków, co pozwoliło wycofać jednostki 14WE.

### Lubelskie

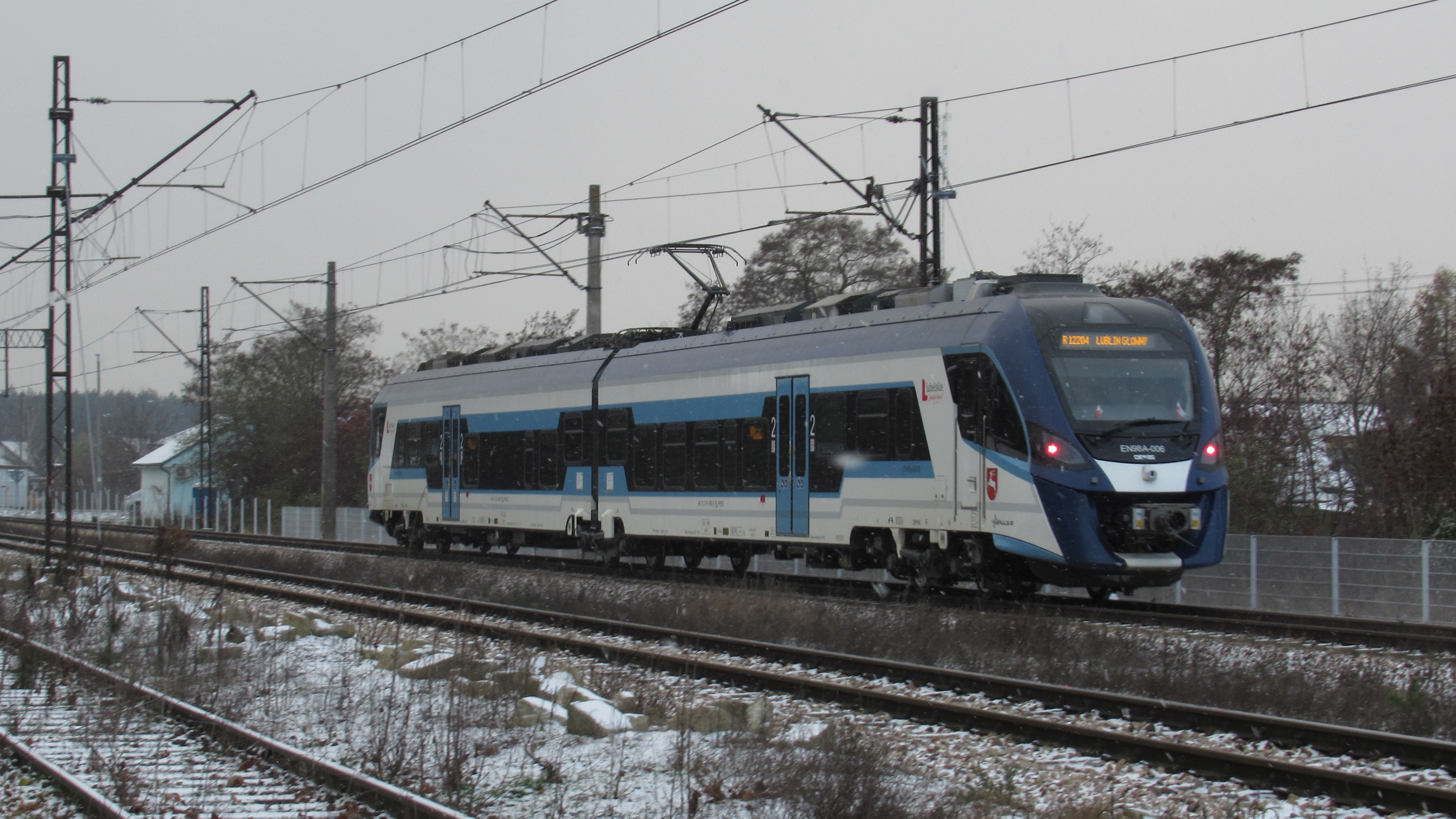
Lubelski EN98-006

9 grudnia 2019 województwo lubelskie podpisało umowę na dostawę 8 sztuk 2-członowych Impulsów. 30 września 2021 nastąpił odbiór siedmiu jednostek, a 12 października prezentacja na stacji Lublin Główny, poinformowano wówczas o zwiększeniu zamówienia, o dodatkowy - 9. egzemplarz.

### Lubuskie

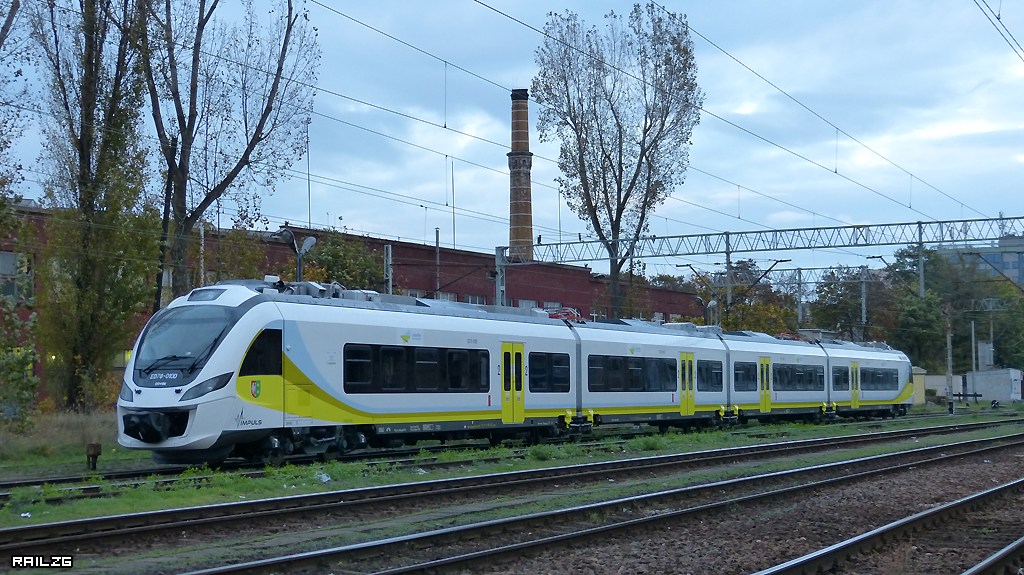
Lubuski ED78-010

4 listopada 2013 województwo lubuskie podpisało umowę na dostawę 2 sztuk 4-członowych Impulsów. Pojazdy zostały zakupione do obsługi relacji Nowa Sól – Zielona Góra – Poznań. Pierwszego impulsa dostarczono w połowie października, 31 października odbyła się jego oficjalna prezentacja, a 4 listopada rozpoczął kursy z pasażerami. Drugą jednostkę dostarczono w połowie kwietnia 2015. 20 listopada 2015 województwa zamówiło dodatkową jednostkę, która została dostarczona jeszcze w 2015 roku.
16 listopada 2018 województwo podpisało umowę na dostawę 2 sztuk 3-członowych spalinowych Impulsów. Kilka dni później ogłoszono konkurs na imię dla nowych pociągów. W listopadzie 2020 obie jednostki zostały przekazane zamawiającemu. Dostarczono pojazdy z napędem spalinowy, ale istniała techniczna możliwość wyposażenia ich w pantografy i umożliwienia zasilania z sieci trakcyjnej, z której województwo nie skorzystało. Jednostki zostały zakupione do obsługi trasy Kostrzyn – Gorzów Wlkp. – Krzyż – Poznań Główny.

### Małopolskie

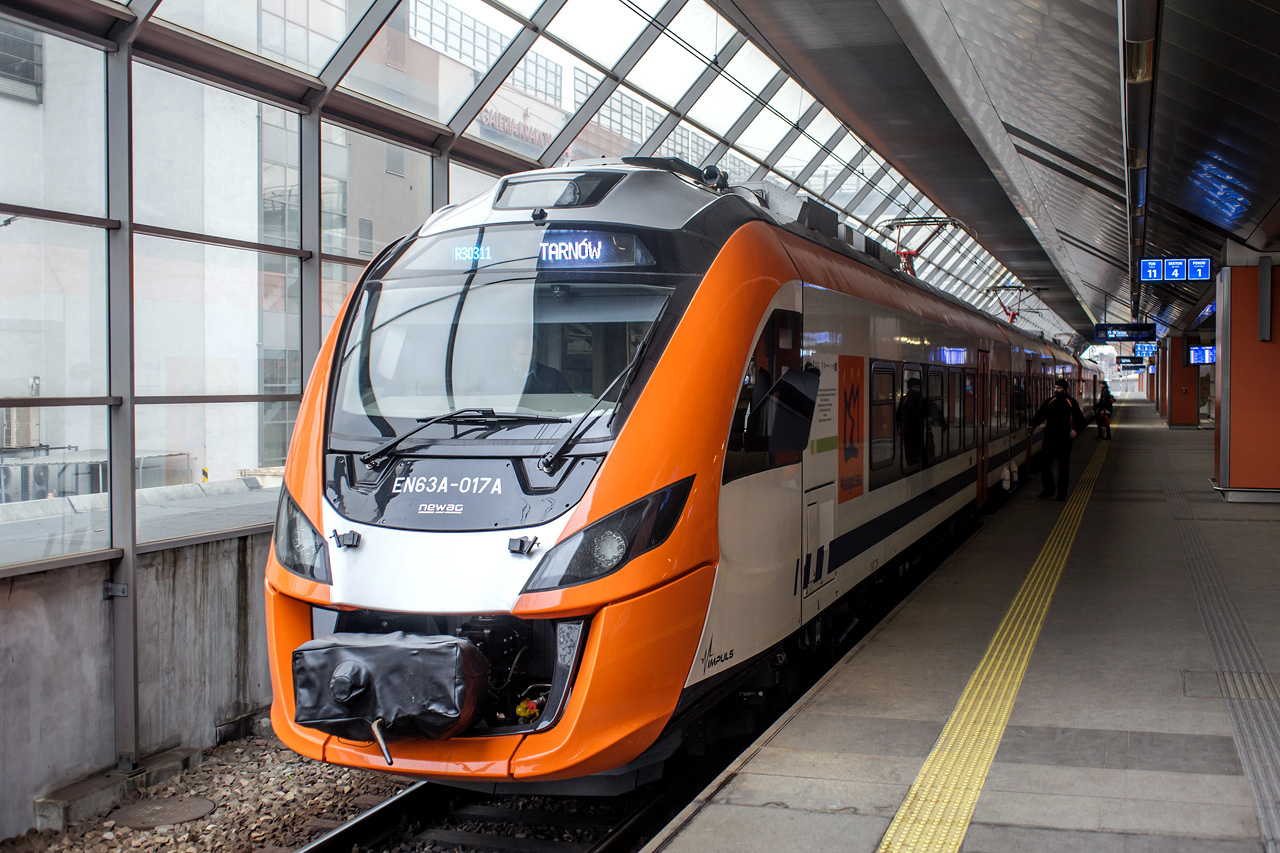
Małopolski EN63A-017

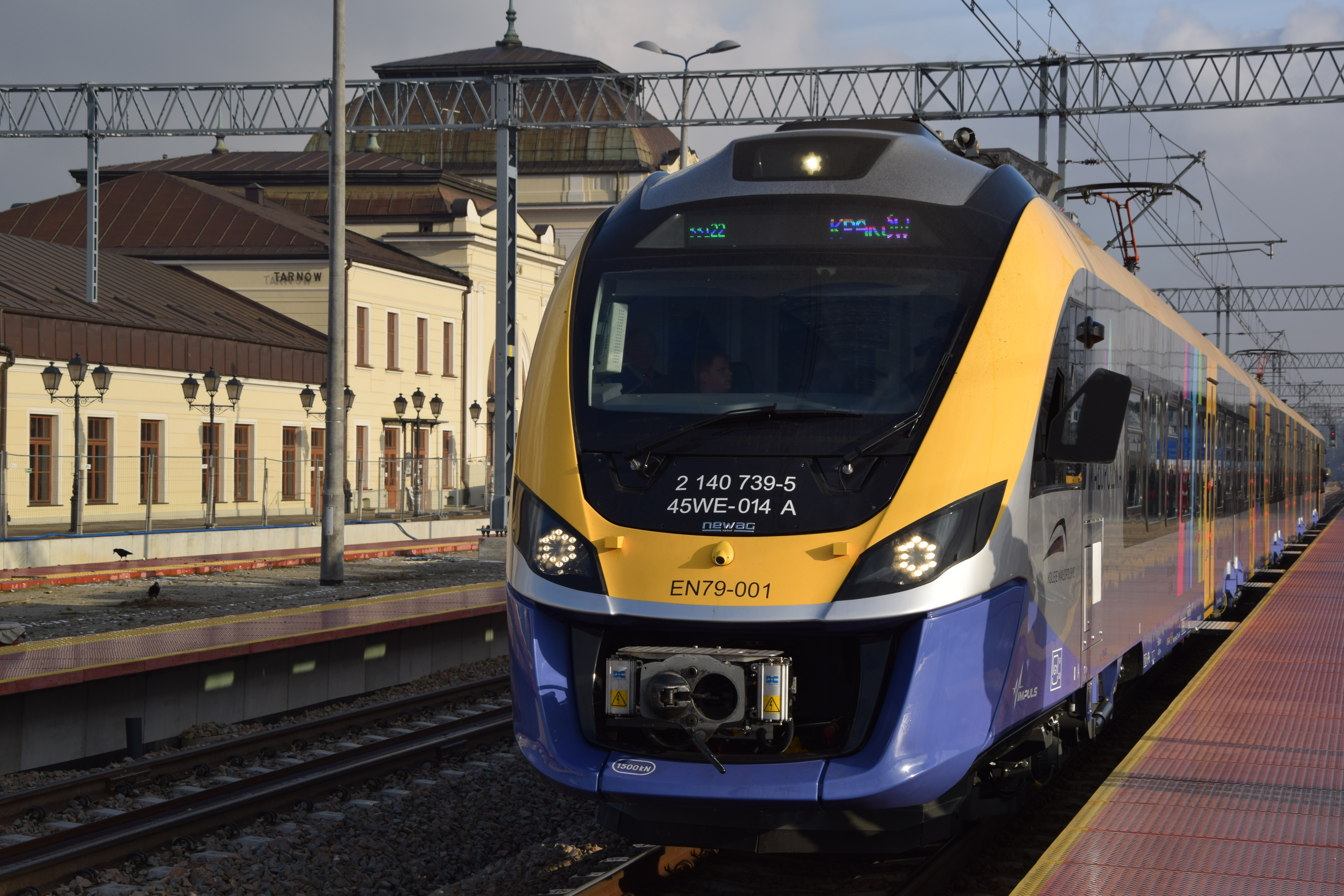
EN79-001 Kolei Małopolskich

28 sierpnia 2013 województwo małopolskie podpisało umowę na dostawę 6 sztuk 3-członowych Impulsów dla Przewozów Regionalnych. Na początku września 2014 roku 4 jednostki były już dostarczone, 24 września zostały oficjalnie odebrane, a 1 października 3 z nich rozpoczęły kursy z pasażerami. W połowie października 4. Impuls również był już w ruchu. 6 listopada na stacji Kraków Główny zaprezentowano 2 impulsy dla PR wraz z 2 acatusami plus dla Kolei Małopolskich. Ostatnie 2 impulsy przekazano 6 i 12 lutego 2015. Pojazdy skierowano do obsługi tras z Krakowa do: Tarnowa, Rzeszowa, Kielc i Katowic. Każdy z impulsów otrzymał własne imię: Galicja, Jagiełło, Krak, Podhalańczyk, Trzy Korony i Górall.
30 marca 2016 UM zamówił kolejnych 12 Impulsów: 8 sztuk 4-członowych i 4 sztuki 5-członowe dla Kolei Małopolskich (z opcją na kolejne 4 składy). Pojazdy zostały zamówione do obsługi Szybkiej Kolei Aglomeracyjnej. Na przełomie kwietnia i maja samorząd zdecydował się na zamówienie dodatkowej, 13. jednostki – 5. składu 5-członowego. Pod koniec września gotowe były 2 jednostki (31WE-029 i 45WE-014) i były one poddawane testom na torze doświadczalnym Instytutu Kolejnictwa koło Żmigrodu. 28 listopada na stacji Nowy Sącz odbyła się oficjalna prezentacja pierwszych 6 jednostek (czterech 5-członowych i dwóch 4-członowych).  11 grudnia jednostki rozpoczęły służbę na trasie Kraków – Tarnów – Nowy Sącz – Krynica-Zdrój. 20 stycznia 2017 zostały odebrane i włączone do eksploatacji kolejne 3 pojazdy 4-członowe. 24 lutego 2017 uroczyście przekazano do eksploatacji ostatnie jednostki, wśród których był setny Impuls wyprodukowany przez Newag.
26 czerwca 2020 został podpisany kolejny kontrakt, tym razem na dostawę 7 pojazdów 4-członowych, który później został rozszerzony do 9 sztuk. Pod koniec września 2021 Newag dostarczył 6 jednostek, z których 4 trafiły do Kolei Małopolskich, a 2 do Polregio. Natomiast 29 września odbyła się uroczysta prezentacja na stacji Oświęcim. 8 grudnia przekazano 3 ostatnie jednostki.
9 września 2024 Koleje Małopolskie podpisały umowę ramową na dostawę 25 EZT.

### Opolskie

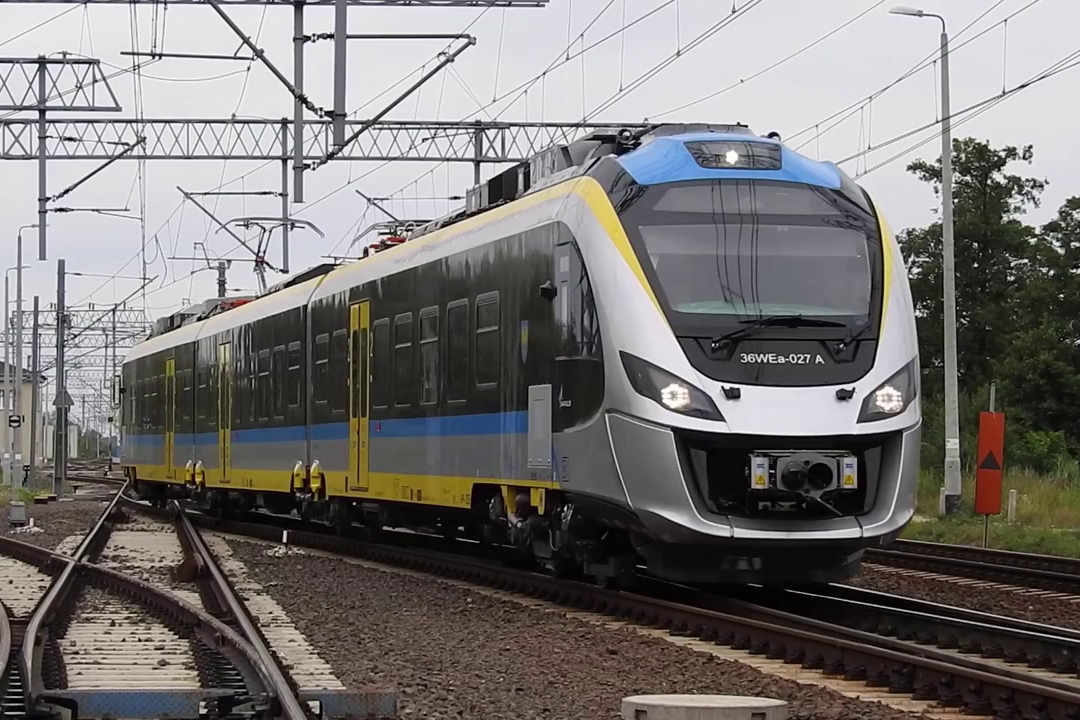
Opolski 36WEa-027

29 października 2015 podpisano umowę z województwem opolskim na dostawę 5 sztuk 3-członowych z opcją na 2 dodatkowe. Pierwsze 3 pojazdy miały zostać dostarczone w 2016 roku, kolejne 2 do 31 stycznia 2018, a dodatkowe 2, jeżeli zostałyby zamówione, do 10 grudnia 2018. Składy zakupiono do obsługi trasy Kędzierzyn-Koźle – Opole – Wrocław.
W połowie maja 2016 pierwszy egzemplarz był gotowy i rozpoczęły się jego testy, natomiast 4 sierpnia rozpoczęto jazdy testowe z pasażerami. W połowie sierpnia dostarczono kolejne 2 egzemplarze. 26 sierpnia odbyła się oficjalna prezentacja 2 jednostek połączona z promocyjnym przejazdem jednej z nich do Brzegu, a trzy dni później rozpoczęto liniowe kursy z pasażerami. W grudniu dostarczony został czwarty egzemplarz, a 3 kwietnia 2017 odebrano ostatnią, piątą sztukę.
Pod koniec listopada 2017 województwo zamówiło 2 kolejne pociągi w ramach opcji z zamówienia z 2015 roku. Dodatkowe jednostki zostały dostarczone na przełomie września i października 2018.

### Podkarpackie

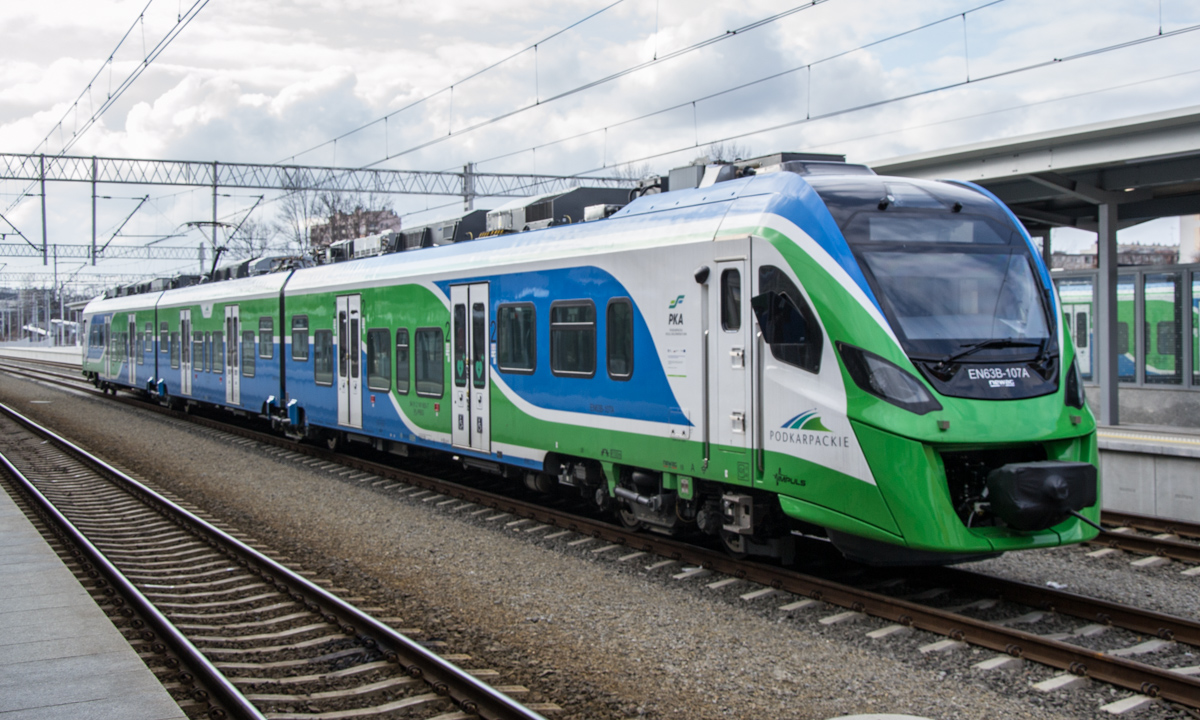
Podkarpacki EN63B-107

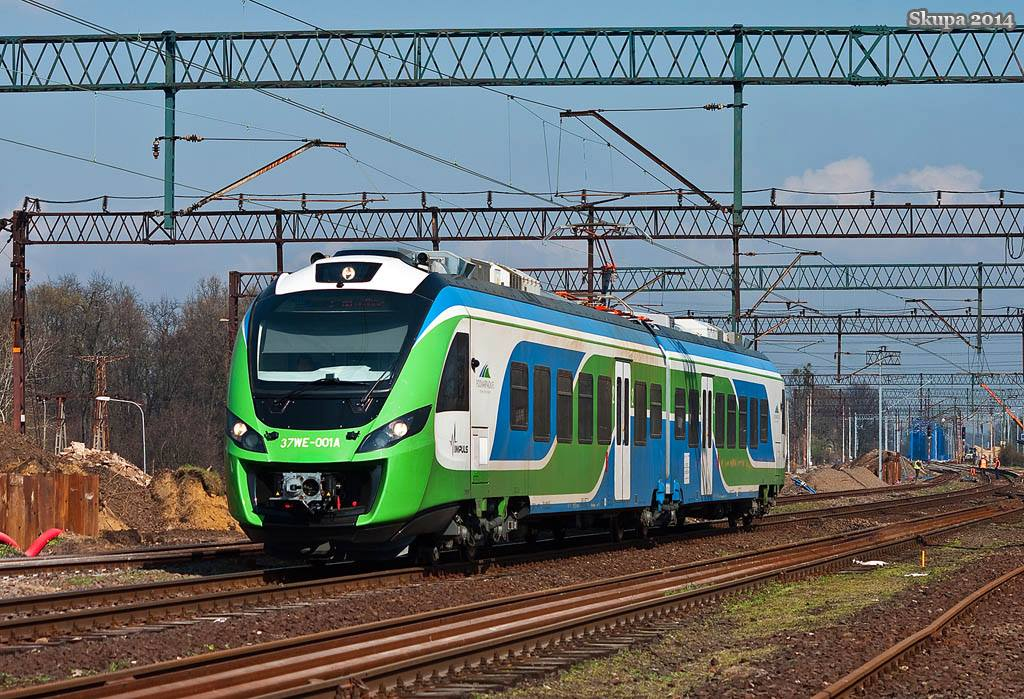
Podkarpacki EN98-001

3 lipca 2013 województwo podkarpackie udzieliło przedsiębiorstwu Newag zamówienia na dostawę 1 sztuki 3-członowego Impulsa, który został dostarczony w drugiej połowie listopada. 28 sierpnia 2013, w ramach tzw. Południowej Grupy Zakupowej, województwo podpisało umowę na kolejny 3-członowy skład – 36WEa. 16 września 2013 podpisano kolejną umowę, tym razem na dostawę dwóch dwuczłonowych Impulsów (37WE), pierwszy z tych składów miał zostać dostarczony do końca maja 2014, a drugi do końca czerwca 2014.
15 grudnia Impuls 36WE-001 został oficjalnie zaprezentowany na stacji Rzeszów Główny i rozpoczął kursy na trasie Rzeszów – Przemyśl, pojazd otrzymał imię Adama Kozłowieckiego. 15 maja 2014 kursowanie rozpoczął dwuczłonowy EN98-001 (typ 37WE), skierowano go do obsługi relacji Przeworsk – Stalowa Wola Rozwadów. Przed rozpoczęciem wakacji w 2014 roku dostarczono jeszcze EN98-002. W okolicy marca 2015 dostarczono EN63A-019 (typ 36WEa), skierowano go do obsługi trasy Rzeszów – Kraków.
Na początku października 2015 Urząd Marszałkowski podpisał z Newagiem umowę na modernizację obu 37WE obejmującą montaż lusterek składanych i przystosowanie ich do trakcji wielokrotonej.
31 lipca 2019 podpisano umowę pomiędzy Urzędem Marszałkowskim, a Newagiem na dostawę 8 trójczłonowych elektrycznych zespołów trakcyjnych Impuls 2. W drugiej połowie października 2020 dostarczono 5 jednostek a pozostałe 3 w grudniu.
8 lipca 2022 podkarpacki Urząd Marszałkowski zawarł 2 kolejne umowy z Newagiem na dostawę 8 EZT typu 31WE (wraz z symulatorem jazdy) i 4 HZT typu 36WEh. 5 pierwszych jednostek elektrycznych dostarczono w połowie września 2023, a połowie grudnia odbyła się prezentacja jednostki hybrydowej. W marcu 2024 jednostki hybrydowe m.in. zastępowały jednostki spalinowe SA135 na linii Jarosław – Horyniec-Zdrój.
26 listopada 2024 podpisana została umowa na dostawę 3 jednostek 5-członowych.

### Pomorskie

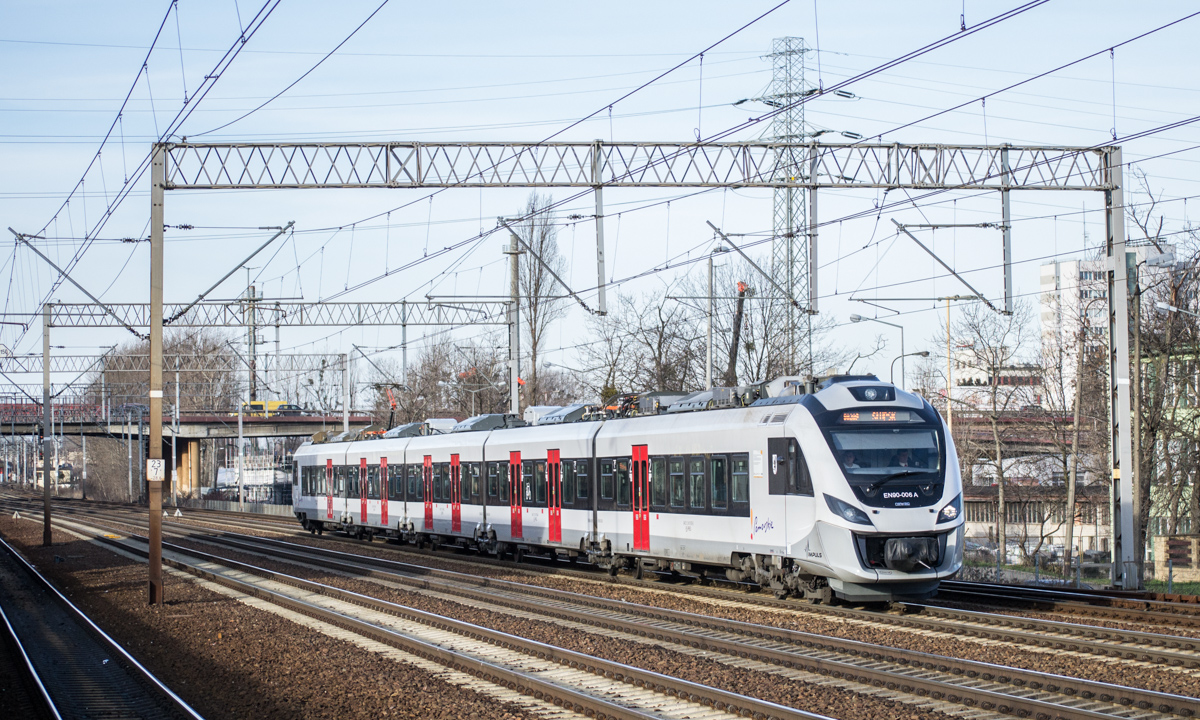
Pomorski EN90-006

16 lipca 2018 województwo pomorskie podpisało umowę na dostawę 5 sztuk 5-członowych impulsów (z opcją na 5 kolejnych sztuk) do obsługi linii Słupsk – Gdynia – Elbląg oraz w przyszłości na linii PKM. Dostawę pierwszych dwóch pociągów zaplanowano na grudzień 2018 roku, a trzech pozostałych do końca I kwartału 2019 roku. Wartość kontraktu określono na 123 mln zł. W listopadzie 2018 Zarząd Województwa Pomorskiego podjął decyzję o rozszerzeniu zamówienia o 4 dodatkowe składy (21 stycznia 2019 został złożone formalne zamówienie). 29 listopada 2018 w Nowym Sączu zakończyły się odbiory techniczne drugiej jednostki. 9 grudnia 2018, wraz z wejściem nowego rozkładu jazdy obie jednostki skierowano do obsługi linii Słupsk – Trójmiasto – Elbląg obsługiwanej przez Przewozy Regionalne. Na początku października 2019 Urząd Marszałkowski postanowił wykorzystać dodatkową opcję na dostawę dziesiątego składu. 13 grudnia 2019 jeden z pojazdów został wykorzystany do uświetnienia reaktywacji (po kilkuletniej przerwie) Słupsk – Ustka Uroczysko, a następnie sporadycznie kierowano impulsy do obsługi wybranych połączeń na tej linii. W połowie lutego dostarczono ostatnią – dziesiątą jednostkę. 17 października 2023 jeden z pojazdów z tego zamówienia wjechał na zelektryfikowaną linię PKM
23 sierpnia 2022 województwo podpisało umowę na dostawę 2 jednostek, jednej przeznaczonej dla ruchu regionalnego na trasach Pomorskiej Kolei Metropolitalnej i drugiej dla ruchu aglomeracyjny w rejonie Trójmiasta. W ramach umowy przewidziano prawo opcji obejmujące kolejne 10 jednostek regionalnych i 19 aglomeracyjnych. 6 grudnia zarząd województwa podjął uchwałę w sprawie skorzystania z prawa opcji zwiększającego zamówienie o 1 EZT. 27 marca 2023 został podpisany dokument uruchamiający całą opcję oraz umowa pomiędzy urzędem marszałkowskim a PKP SKM w Trójmieście dotycząca współpracy w zakupie 10 nowych EZT (konieczna ze względu na dofinansowanie unijne zdobyte wcześniej przez przewoźnika). W wyniku tego zamówionych zostało łącznie 31 jednostek. Pod koniec listopada 2023 dostarczone były 4 jednostki regionalne i rozpoczęto ich testy na linii Szybkiej Kolei Miejskiej, a w połowie grudnia spółka PKP SKM rozpoczęła ich regularną eksploatacją na linii SKM. Pod koniec marca, dzięki kolejnym dostawom, możliwe były rozpoczęcie eksploatacji impulsów przez Polregio na liniach regionalnych (m.in. Gdańsk – Pruszcz Gdański).
15 maja 2023 została podpisana umowa na dostarczenie 4 hybrydowych jednostek. 25 czerwca 2024 pierwsza z jednostek hybrydowych rozpoczęła kursowanie obsługując m.in. połączenie Gdynia Główna – Gdańsk Wrzeszcz oraz Gdańsk Wrzeszcz – Kartuzy. 13 sierpnia zakończono wdrażanie ich do eksploatacji.
16 sierpnia 2023 została podpisana umowa na dostarczenie 1 sztuki 4-członowego EZT wraz z opcją na 9 kolejnych. 16 kwietnia 2024 producent poinformował, że województwa zdecydowało się rozszerzyć zamówienie do 10 składów. W październiku 2024 rozpoczeto dostawy pojazdów z tego zamówienia.

### Śląskie

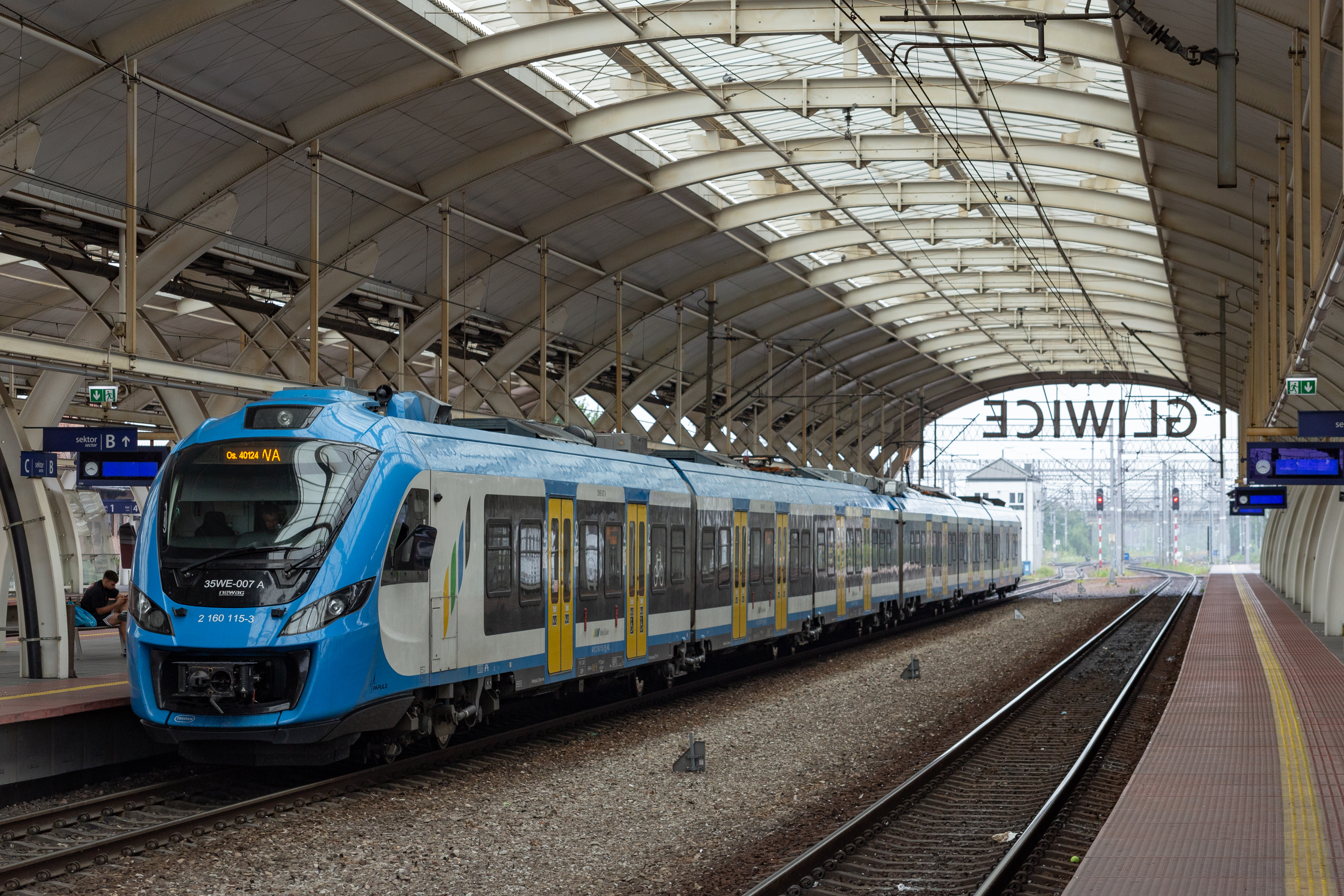
35WE w barwach Kolei Śląskich

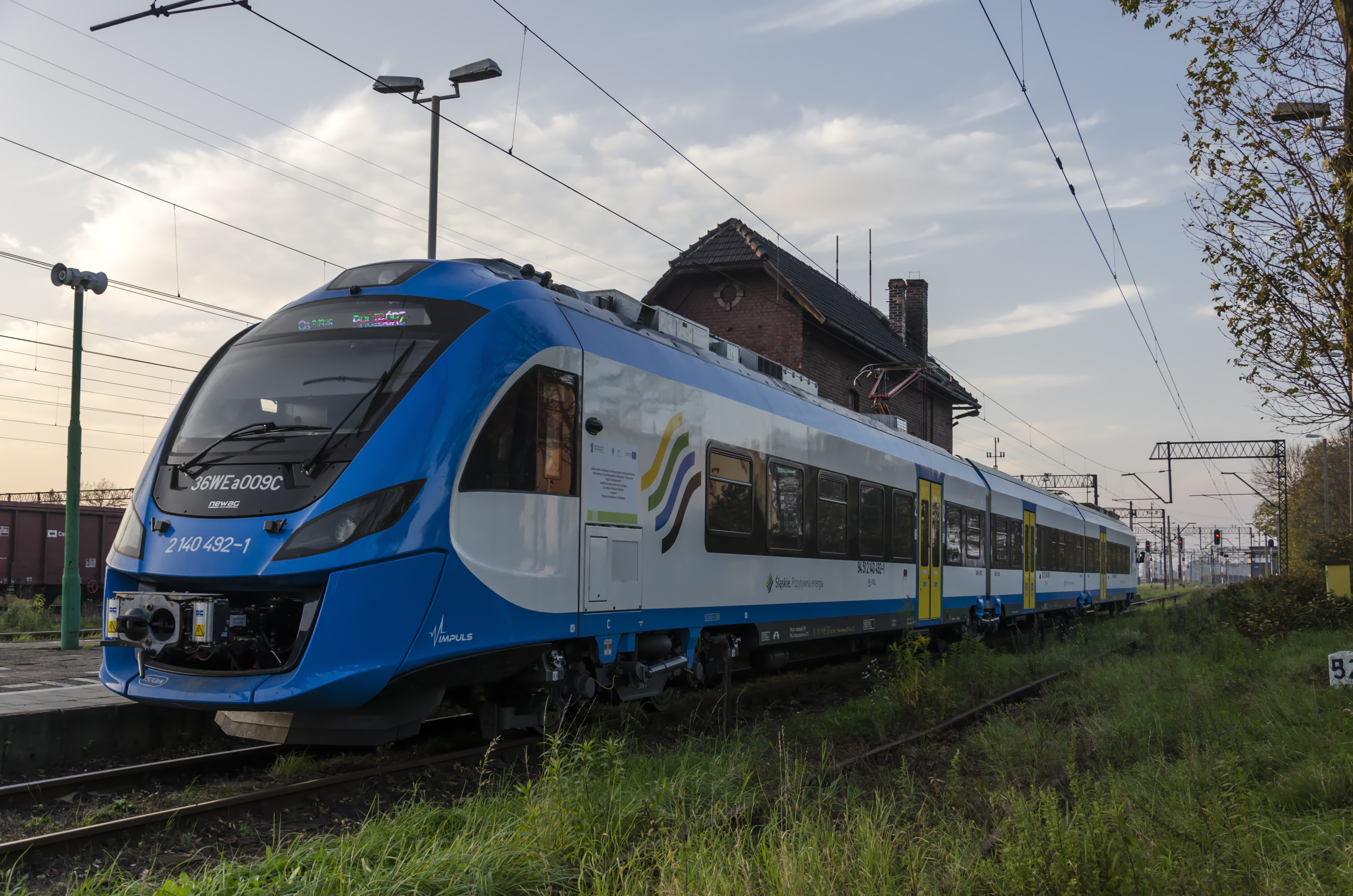
Śląski 36WEa-009

7 listopada 2012 podpisano umowę z województwem śląskim na dostawę 1 sztuki 6-członowego Impulsa dla Kolei Śląskich, a 9 listopada 2012 skład został przekazany przewoźnikowi. Tak szybka dostawa była możliwa dzięki wyprodukowaniu składu jeszcze przed podpisaniem umowy.
28 sierpnia 2013 województwo podpisało umowę na dostawę 6 sztuk 3-członowych Impulsów. Na początku września 2014 roku 3 jednostki były już dostarczone, a 6 października zostały oficjalnie odebrane. Impulsy przekazano w dzierżawę Kolejom Śląskim, które skierowały je do obsługi tras wewnątrz województwa (pomimo iż zakupiono je do obsługi trasy międzywojewódzkich).
Pomiędzy 23 marca a 23 kwietnia województwo odebrało 3 kolejne jednostki, które przekazało w dzierżawę Przewozom Regionalnym do obsługi połączeń międzywojewódzkich (dwie z nich trafiły do oddziału Małopolskiego) 30 kwietnia jeden impuls został zaprezentowany na stacji Katowice. PR skierowały śląskie impulsy do obsługi relacji Katowice – Kielce i Katowice – Kraków. Na początku 2022 roku zostały przekazane Kolejom Śląskim.
23 sierpnia 2023 Koleje Śląskie podpisały z Newagiem umowę na dostawę 3 czteroczłonowe EZT wraz z prawem opcji na 2 dodatkowe egzemplarze. Natomiast 29 lutego 2024 śląski Urząd Marszałkowski podpisał umowę na dostawę 22 podobnych EZT wraz z prawem opcji na dodatkowe 8 składów. Na początku kwietnia producent otrzymał od UM oświadczenie o skorzystaniu z opcji na 4 dodatkowe składy. 24 lutego 2025 na stacji Katowice odbyła się uroczysta prezentacja pierwszych przekazanych Impulsów 31WEbc, 3 jednostki rozpoczęły kursowanie oraz poinformowano o rozszerzeniu zamówienia Kolei Śląskich o dostawę 2 dodatkowych jednostek (z 3 do 5 sztuk). 31 lipca rozpoczęły kursowanie 2 pierwsze jednostki z puli zakupionych przez województwo.

### Świętokrzyskie

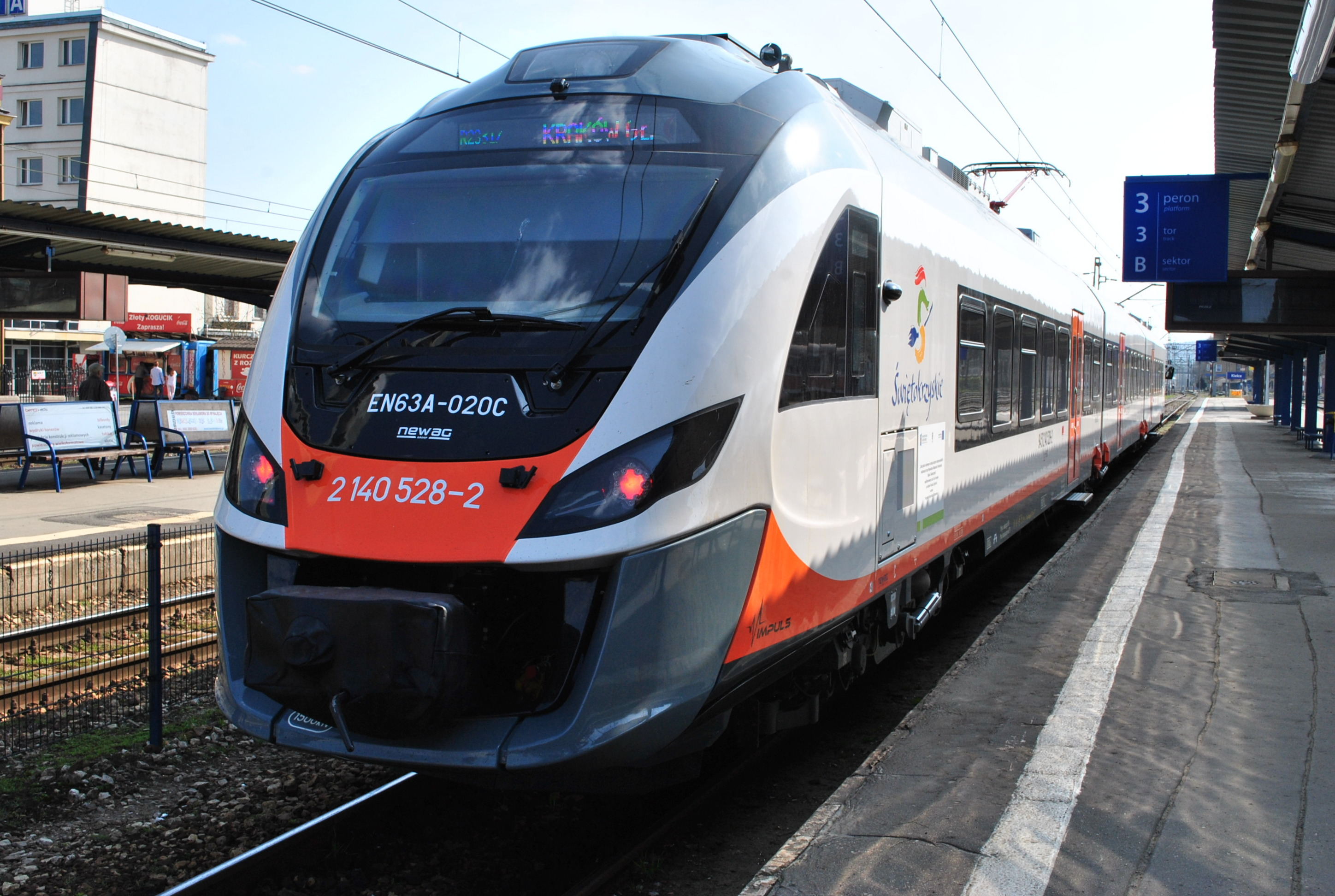
Świętokrzyski EN63A-020

28 sierpnia 2013 województwo świętokrzyskie podpisało umowę na dostawę 6 sztuk 3-członowych Impulsów. Na początku września 2014 roku 3 jednostki były już dostarczone, a na przełomie września i października rozpoczęły obsługę tras z Kielc do Ostrowca Świętokrzyskiego, Częstochowy i Krakowa. 6 października składy zostały zaprezentowane na stacji Skarżysko-Kamienna. Dostawy zakończono 13 marca 2015, a 16 marca składy dostarczone w drugiej turze rozpoczęły służbę z pasażerami.
7 marca 2018 województwo zawarło kolejną umowę z Newagiem, tym razem na dostawę 2 EZT 4-członowych. Pierwsze egzemplarz oficjalnie przekazano 19 października i skierowano go do obsługi połączenia Skarżysko-Kamienna – Ostrowiec Świętokrzyski i Skarżysko-Kamienna – Kielce – Kraków. Natomiast drugi egzemplarze przekazano w połowie grudnia.

### Warmińsko-mazurskie

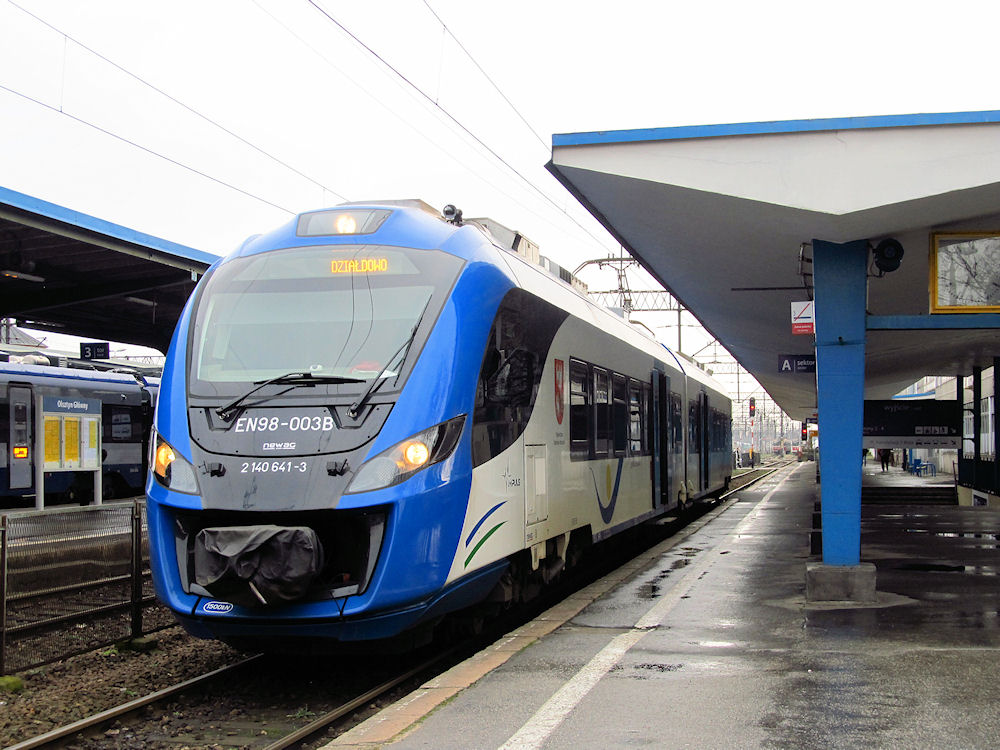
Warmińsko-mazurski EN98-003

15 maja 2013 podpisano umowę z województwem warmińsko-mazurskim na dostawę 1 sztuki dwuczłonowego elektrycznego zespołu trakcyjnego 37WE dla Przewozów Regionalnych. Skład został dostarczony 29 stycznia 2015, a 18 lutego odbyło się jego uroczyste przekazanie. Jest to drugi EZT kupiony przez województwo warmińsko-mazurskie – w 2012 roku zakupiono jednego Elfa.

### Zachodniopomorskie

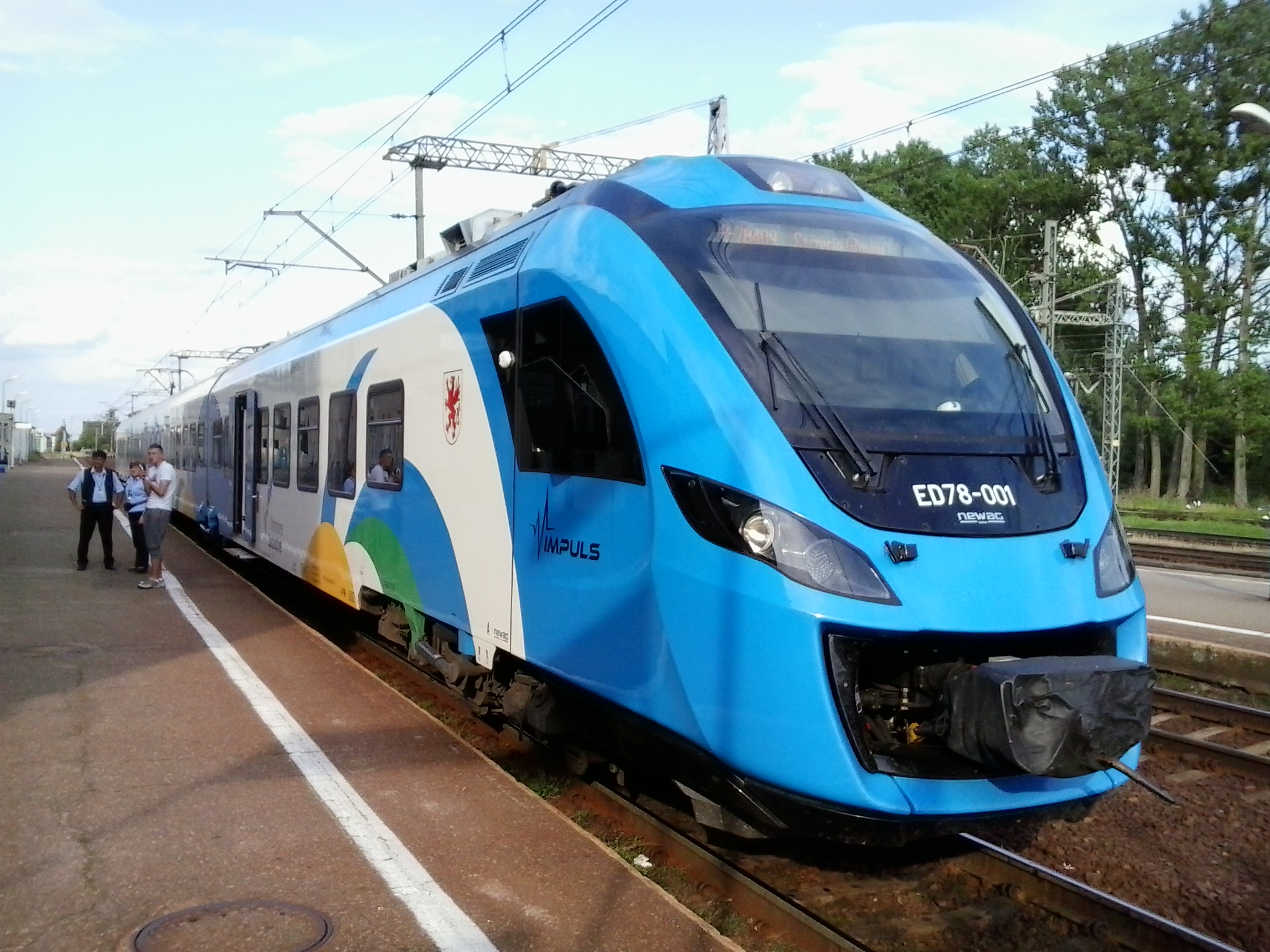
Zachodniopomorski ED78-001

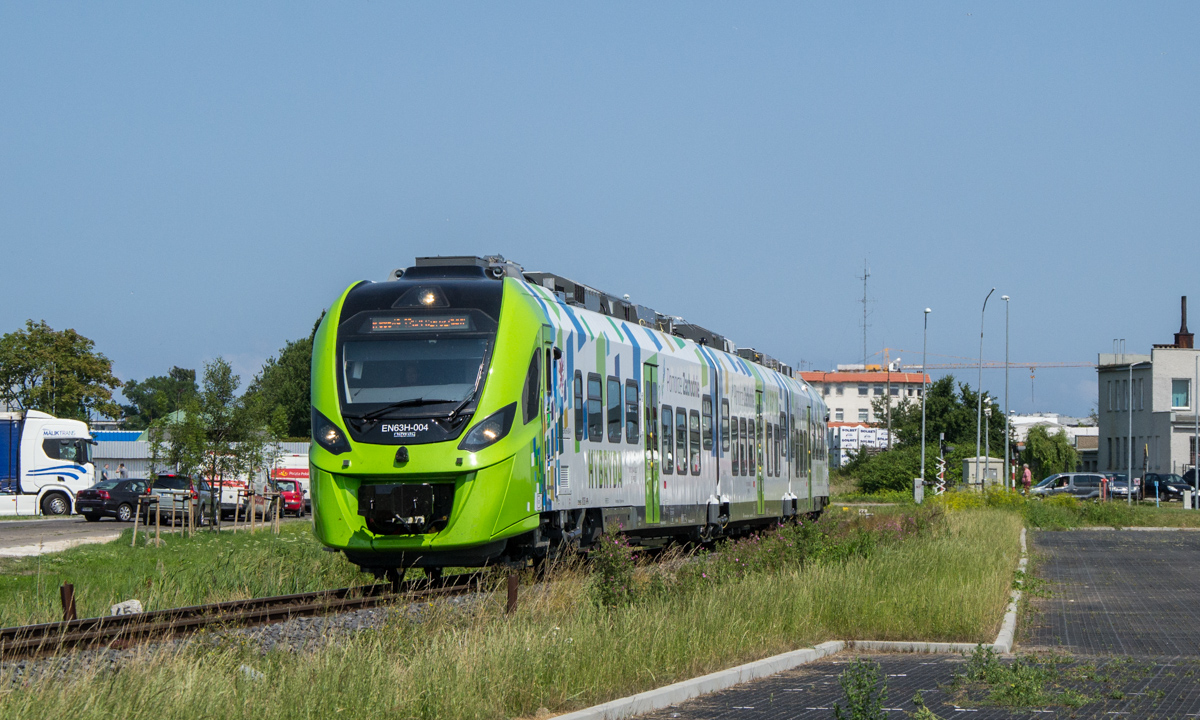
Zachodniopomorski EN63H-004

4 listopada 2013 województwo zachodniopomorskie podpisało umowę na dostawę 12 sztuk 4-członowych Impulsów. Pojazdy zostały zakupione do obsługi relacji Świnoujście – Szczecin – Poznań i Szczecin – Słupsk.
Trzy pierwsze egzemplarze zostały dostarczone 4 grudnia 2013 roku, ze względu na krótki termin dostawy zostały one wyprodukowane jeszcze przed podpisaniem umowy. 12 grudnia pojazdy zostały zaprezentowane na stacji Szczecin Główny i rozpoczęły kursy na trasie Szczecin – Słupsk. Dostawy wszystkich 12 jednostek zakończono 25 marca 2015.
20 listopada 2015 województwa zamówiło dodatkową jednostkę, która 21 grudnia weszła do ruchu.
12 września 2016 Urząd Marszałkowski zamówił kolejnych 17 jednostek (12 sztuk 3-członowych i 5 sztuk 4-członowych) z opcją na 10 dodatkowych sztuk. 29 maja 2017 przy dworcu w Szczecinie odbyło się uroczyste przekazanie 3 pierwszych jednostek. Jedna z nich otrzymała w celach promocyjnych specjalne złote barwy i 3 czerwca została zaprezentowana w porcie w Kołobrzegu. W lipcu 2017 województwo zdecydowało się skorzystać z opcji z wcześniejszego zamówienia obejmującej 6 dodatkowych EZT 3-członowych i 4 EZT 4-członowe. W ramach zamówienie województwo otrzymało również symulator Impulsa wyprodukowany przez firmę Autocomp Management. 29 czerwca 2018 odbyło się uroczyste otwarcie Centrum Szkolenia Maszynistów w Lokomotywowni Szczecin Wzgórze Hetmańskie, gdzie zlokalizowany został symulator. Dostawy impulsów zakończono w sierpniu 2018, a 9 września odbyło się uroczyste przekazanie ostatniej jednostki, która dodatkowo otrzymała okleinę nawiązującą do Pogoni Szczecin. Natomiast w kwietniu 2019 jeden z impulsów otrzymał okleinę z podobizną Stanisława Moniuszki promującą Rok Stanisława Moniuszki.
16 lipca 2020 województwo zamówiło 2 sztuki 3-członowych elektryczno-spalinowych zespołów trakcyjnych (potocznie nazywanych hybrydami) z opcją zwiększenia zamówienia o dodatkowych 10 sztuk. 14 grudnia oba pojazdy trafiły do klienta, a 21 stycznia 2021 roku odbyła się ich uroczysta prezentacja na dworcu w Szczecinie podczas której odbyły się pierwsze kursy z pasażerami. W czerwcu zamówienie rozszerzono o dodatkowe 5 jednostek, w lipcu dostarczono trzecią i czwartą jednostkę, natomiast w grudniu piątą, szóstą i siódmą. 22 grudnia na stacji Szczecin Główny odbyła się uroczysta prezentacja 3 ostatnich hybryd. W lutym 2022 roku zamówiono kolejnych 5 jednostek.  W czerwcu dostarczono ósmą jednostkę z zamówienia (EN63H-008) i jednocześnie pierwszą w nowym schemacie malowania nawiązującym do flagi Europejskiej. 14 czerwca zaprezentowano ją na stacji Szczecin Główny.
W lipcu 2023 podpisano umowę na dostawę 4 EZT Impuls wraz z opcją na 4 dodatkowe jednostki. 6 marca 2024 Newag poinformował, że Urząd Marszałkowski zdecydował się skorzystać z opcji na 4 dodatkowe składy. Pierwszy pojazd z tego zamówienia dotarł do Szczecina w drugiej połowie maja 2024.

### Ferrovie del Sud Est

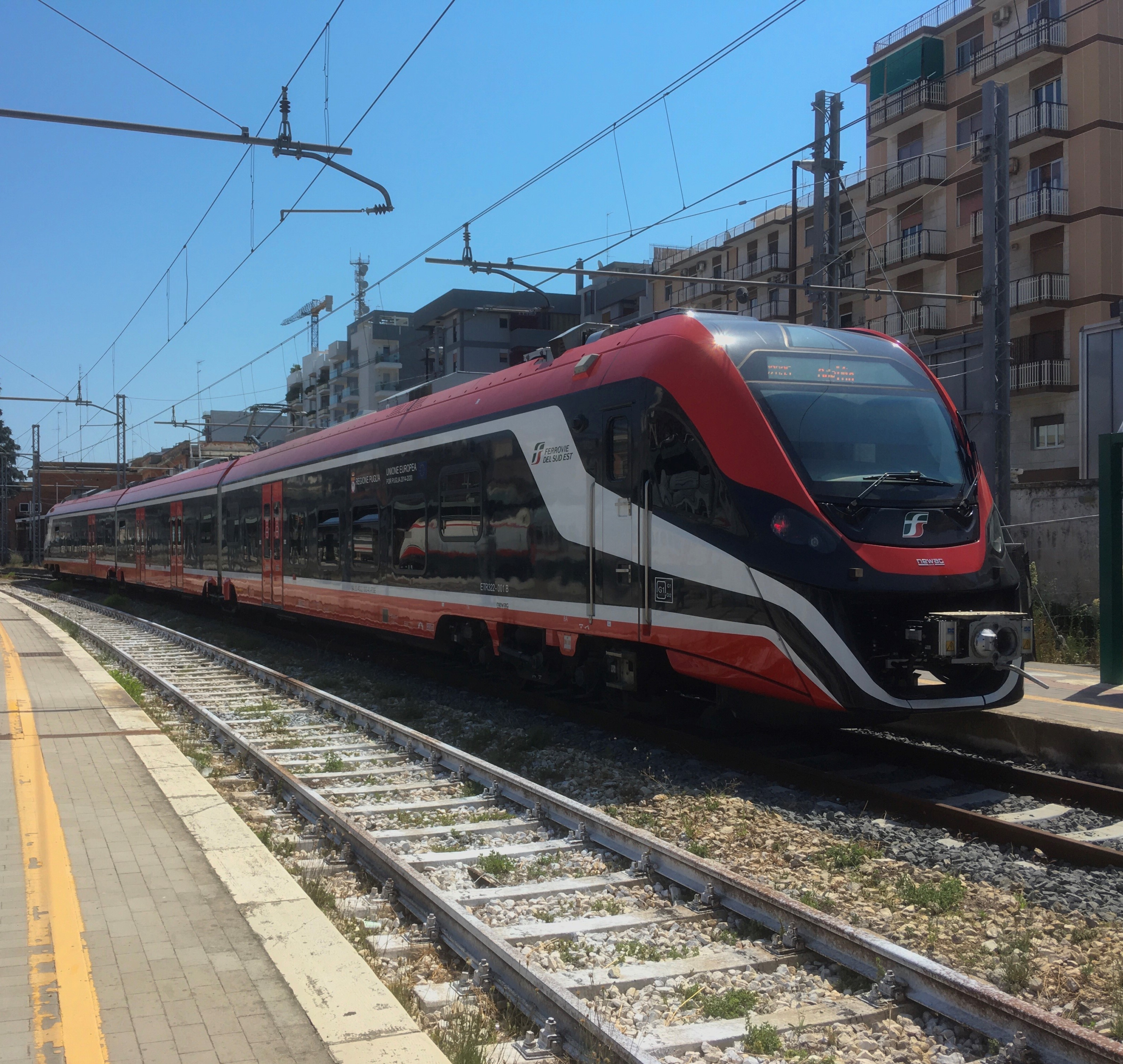
Włoski ETR 322

10 grudnia 2015 podpisano 5-letnią umowę ramową z włoskim przewoźnikiem Ferrovie del Sud Est na dostawę 15 EZT. Tego samego dnia zawarto umowę na dostawę pierwszych 5 sztuk. Pojazdy miały zostać dostarczone w przeciągu 12 miesięcy od podpisania umowy, jednak ostatecznie tak się nie stało ze względu na problemy po stronie zamawiającego.
Pod koniec września pierwsza jednostka była gotowa i została skierowana na testy na tor doświadczalny Instytutu Kolejnictwa w Węglewie.
28 listopada 2016 na stacji Nowy Sącz, przy okazji prezentacji składów dla województwa małopolskiego, zaprezentowana została jednostka 36WEb-002 dla FSE. Na przełomie listopada i grudnia natomiast pierwszy egzemplarz przetransportowano do Florencji, gdzie Italcertifer rozpoczął testy homologacyjne pojazdu. W połowie lipca 2017 Newag złożył do włoskiej Narodowej Agencji Bezpieczeństwa Kolejowego komplet dokumentów stanowiących podstawę do wydania przez nią tymczasowego zezwolenia na dopuszczenie do eksploatacji Impulsów celem wykonania testów dynamicznych. Pod koniec sierpnia producent zapowiedział, że testy te zostaną przeprowadzone prawdopodobnie w październiku, po czym zostanie złożony wniosek o docelowe dopuszczenie do ruchu. Pozostałe cztery pojazdy były wówczas odstawione na terenie Newagu na wyraźne polecenie FSE, które wcześniej zmieniło właściciela i było bliskie upadku, po czym uruchomiło program naprawczy i procedurę chroniącą przed wierzycielami. Ostatecznie, dopiero 4 grudnia Newag otrzymał tymczasowe dopuszczenie dla pojazdu 36WEb-001, konieczne do przeprowadzenia testów dynamicznych. 19 lutego 2018 Newag otrzymał kolejne zezwolenie wymagane do przeprowadzenia badań dynamicznych. Pod koniec czerwca pierwszy impuls przeszedł testy dynamiczne z wynikiem pozytywnym. 1 lutego 2019 Newag złożył kompletną dokumentację techniczną łącznie z certyfikatami weryfikacji WE pojazdu Impuls 2 36WEb (ETR322) do włoskiego urzędu bezpieczeństwa kolejowego ANSF. Dopuszczenie do eksploatacji na włoskiej sieci kolejowej zostało ostatecznie wydane pod 15 maja, w wyniku czego na początku czerwca rozpoczęto dostawy kolejnych impulsów do Włoch. 11 czerwca odbyła się oficjalna prezentacja w Bari, a 16 września składy rozpoczęły kursowanie na linii Bari – Putignano.
W grudniu 2018 FSE złożyło zamówienie na 6 kolejnych egzemplarzy, a 10 maja 2019 podpisano umowę wykonawczą na ich dostawę. 2 pierwsze egzemplarze z tej transzy pojechały do Włoch w drugiej połowie października 2020, a dostawy pojazdów z tej transzy zakończono w maju 2021.
10 marca 2020 Newag otrzymał od FSE oświadczenie o skorzystaniu z prawa opcji na 4 dodatkowe składy. Ostatecznie do jej realizacji nie doszło ze względu na brak porozumienia pomiędzy Newagiem a FSE odnośnie mechanizmów waloryzacyjnych i terminów dostaw.

## Kontrowersje
5 grudnia 2023 serwis Zaufana Trzecia Strona poinformował o wykryciu w oprogramowaniu komputerów jednostek Newag Impuls 45WE, eksploatowanych przez Koleje Dolnośląskie fragmentów kodu źródłowego powodującego unieruchomienie pociągów w przypadku serwisowania ich w określonych geograficznie miejscach oraz innych fragmentów – symulujących awarię po przejechaniu ustalonego dystansu lub w określonym terminie. 6 grudnia Newag wydał oświadczenie że w trosce o bezpieczeństwo pasażerów złożył zawiadomienia do Urzędu Transportu Kolejowego, aby podjął decyzję o wycofaniu z ruchu zestawów poddanych działaniom hakerów. Jednocześnie poinformował, iż podejmie kroki prawne w przypadku pomawiania spółki na podstawie informacji pochodzących od hakerów działających na zlecenie konkurencji. Wystąpi również ze stosownymi pozwami wobec hakerów i ich zleceniodawców, czyli firmę SPS Mieczkowski. 6 października 2023 roku Agencja Bezpieczeństwa Wewnętrznego skierowała do Prokuratury Okręgowej w Nowym Sączu zawiadomienie o uzasadnionym podejrzeniu popełnienia przestępstw w sprawie dotyczącej oprogramowania do pociągów Impuls.

## Nagrody i wyróżnienia
- 2018 – tytuł Dobry Wzór 2018 przyznany przez Instytut Wzornictwa Przemysłowego dla EZT 36WEd Impuls II[402].